# Chiesa di San Giuliano (Vicenza)
La chiesa di San Giuliano (per i vicentini Sanzuliàn) è un edificio religioso di Vicenza. Costruita su edifici precedenti negli ultimi anni del Seicento, è situata in corso Padova, 57. Vicino - e in comunicazione con essa - si trova l'Istituto Salvi, che occupa gli edifici del convento un tempo annesso alla chiesa.

## Storia

### L'antico ospizio
Nel 1270 le monache benedettine di San Pietro affittarono un appezzamento di terreno per costruire "un ospitale per benefizio dei poveri", chiamato Chà di Dio. La chiesa, intitolata a san Giuliano l'ospitaliere, risulta esistente fin dal 1319, annessa all'ospitale per mendicanti e pellegrini che transitavano sulla strada tra Vicenza e Padova.
Quello di San Giuliano era a quest'epoca uno tra i più importanti ospitali situati nei dintorni della città, tanto che nel 1295 alcuni privati cittadini si proposero di aiutarlo economicamente per essere partecipi dei frutti spirituali delle opere di pietà e carità. Rimasto tuttavia fuori della cinta di mura fatta costruire dagli Scaligeri nel 1365, cessò di funzionare intorno alla metà del XV secolo.
La chiesa, comunque, continuò a essere officiata e anzi nello stesso periodo ebbe arredamenti e restauri. Diventata proprietà della municipalità cittadina, dopo il ritiro delle benedettine, fu associata alla chiesa di San Vincenzo e le fu attribuita la cura d'anime nel territorio circostante. Divenne tradizionale luogo di incontro tra la cittadinanza e i vescovi - quasi tutti veneziani nel XV secolo - nel giorno del loro ingresso nella diocesi vicentina.

### La nuova chiesa e il convento

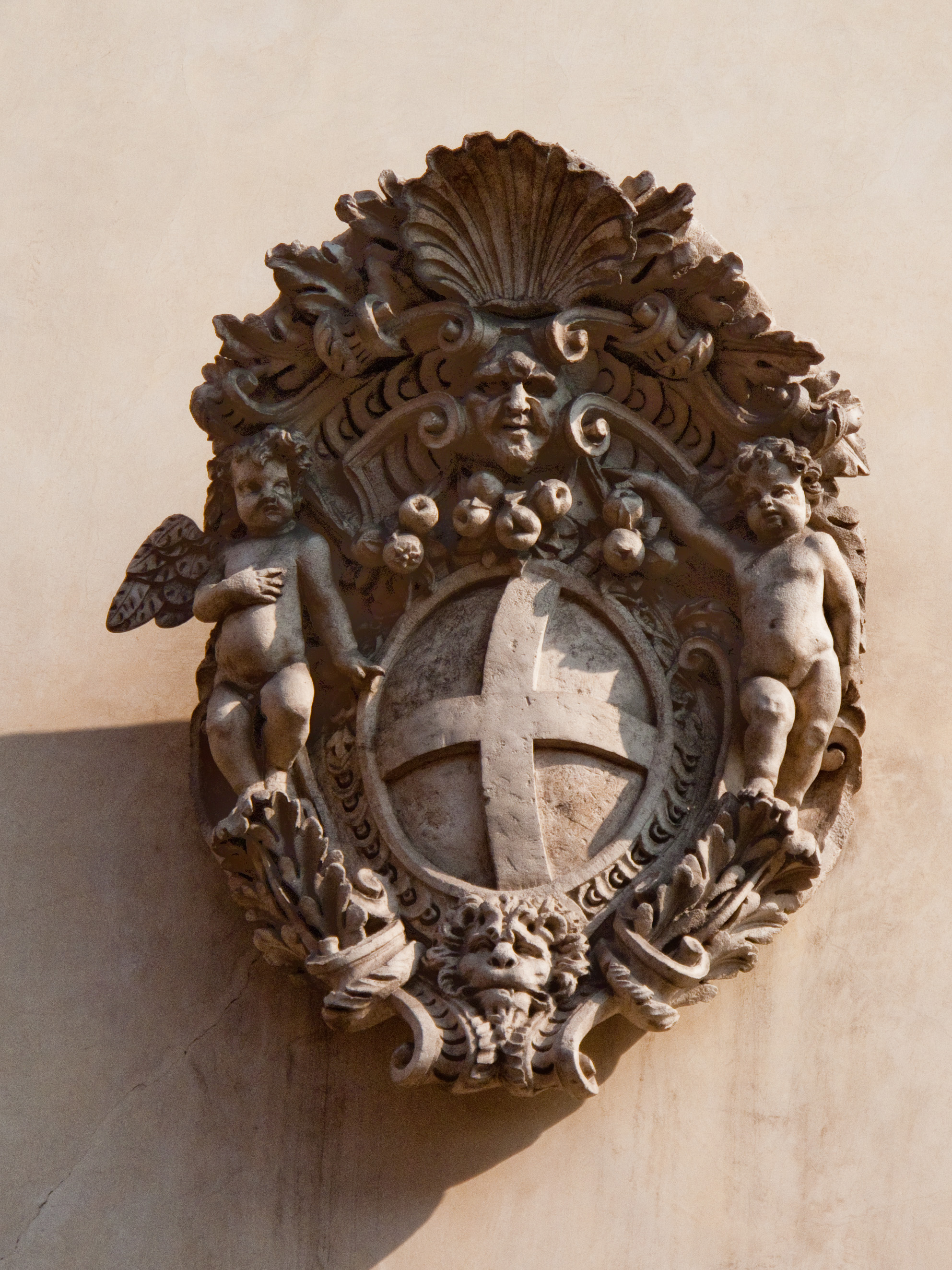
Stemma del Comune di Vicenza sulla facciata della chiesa di San Giuliano

Nel 1647 giunsero a Vicenza i frati dell'Ordine dei Minimi che, con l'appoggio di alcune famiglie nobili della città, ottennero dal Comune il possesso della chiesa, che però era in condizioni precarie e troppo piccola per le loro esigenze. Con ripetute suppliche che durarono circa un secolo - nota il Mantese - i Minimi, nonostante ribadissero continuamente le regole della povertà e della penitenza che caratterizzavano il loro ordine, insistettero perché il Comune concedesse spazi sempre più ampi e finanziasse i lavori di costruzione e di abbellimento di "una chiesa assai più decente e di un monasterio capace di molti religiosi".
Così nel 1666 - sotto la direzione dell'architetto vicentino Antonio Pizzocaro che aveva redatto il progetto - iniziò la costruzione del convento e nel 1684 di una nuova chiesa di dimensioni maggiori. I lavori si protrassero a lungo, con diverse interruzioni, e la chiesa fu consacrata soltanto nel 1693; oltre che a San Giuliano, essa fu dedicata anche a San Francesco di Paola, fondatore dell'Ordine dei Minimi. Nel 1702 il Comune, a proprie spese, affidò allo scultore Pietro Cavaliere la costruzione dell'altare maggiore, che fu completato nel 1713 con la collaborazione di Orazio Marinali, il quale realizzò il complesso di statue sormontanti la mensa. Finalmente, ultimati i lavori, nel 1720 una relazione consiliare definiva la chiesa "uno dei più cospicui templi" della città. Sempre del Pizzocaro, che morì nel 1680 prima di vedere ultimato il complesso, sembrano essere il chiostro e il campanile.
Anche per riparare i danni provocati dal terremoto del 1695, nel 1743 i Minimi chiesero e ottennero dal Comune di poter costruire un nuovo convento con la facciata sulla strada regia, cioè la strada per Padova. Questa facciata - l'attuale - fu progettata nello stesso anno dall'architetto Giuseppe Marchi e modificata nella sua parte centrale quando il complesso conventuale divenne sede dell'Istituto Salvi.
I Minimi vicentini furono costretti a lasciare San Giuliano nel 1784, in base a una ducale della Repubblica di Venezia che aboliva le comunità religiose troppo esigue. Pochi anni più tardi - cacciati a loro volta dai decreti napoleonici dal convento di San Biagio in Pedemuro - nel monastero e nella chiesa si trasferirono i Cappuccini, che portarono con sé le ceneri del venerabile Antonio Pagani e i resti mortali del beato Marco da Montegallo, fondatore del Monte di Pietà di Vicenza, insieme con diversi arredi.
Nel 1805, durante il Regno d'Italia sotto il dominio francese, una parte del convento fu adibita a ospedale militare. Dal 1848 al 1854 San Giuliano svolse funzioni di chiesa parrocchiale, al posto di quella di San Pietro che era stata fortemente danneggiata dal bombardamento austriaco durante il Quarantotto.
Il restauro della chiesa e il ripristino delle opere pittoriche, dell'organo e delle cantorie fu effettuato negli anni novanta del secolo scorso, in parte dal Comune di Vicenza che ne è tuttora il proprietario e in parte da enti privati.

### L'Istituto Salvi

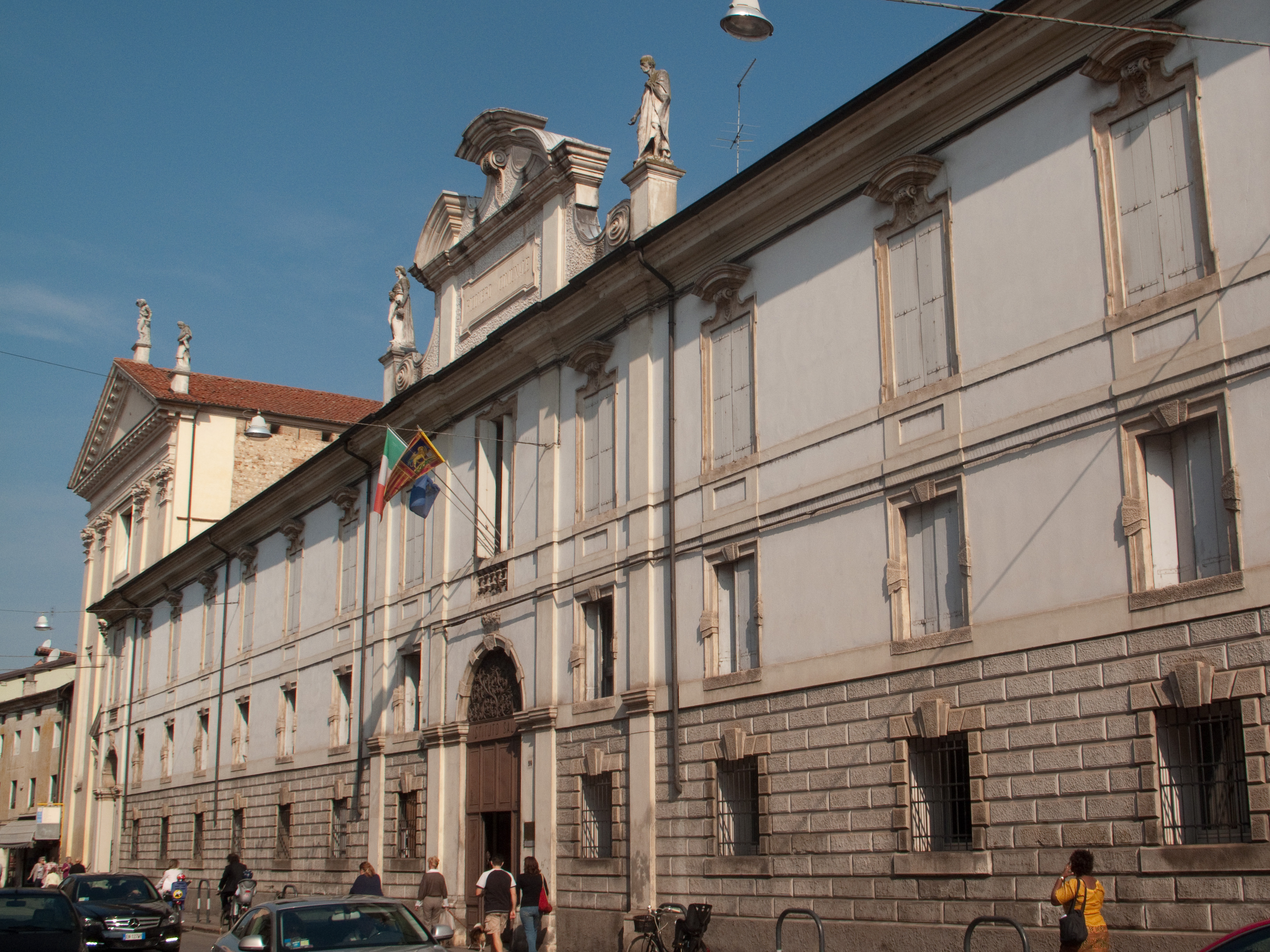
Istituto Salvi - Facciata

Per effetto della legge delle Guarentigie del 1871, che aboliva ordini e congregazioni religiose e trasferiva allo Stato i beni degli enti soppressi,  i frati Minori Osservanti dovettero lasciare la chiesa di San Giuliano, che rimase priva di un'adeguata manutenzione.
Utilizzando la sostanziosa eredità del conte Gerolamo Salvi, vent'anni più tardi il Comune di Vicenza aprì l'asilo di mendicità - intitolato appunto Istituto Salvi - negli ambienti dell'ex convento, dopo averli restaurati e attrezzati allo scopo. Ancor oggi l'IPAB di Vicenza, erede dell'Istituto, svolge l'attività assistenziale nel complesso, integrato ed ampliato, ospitando circa 450 anziani non autosufficienti.

## Descrizione

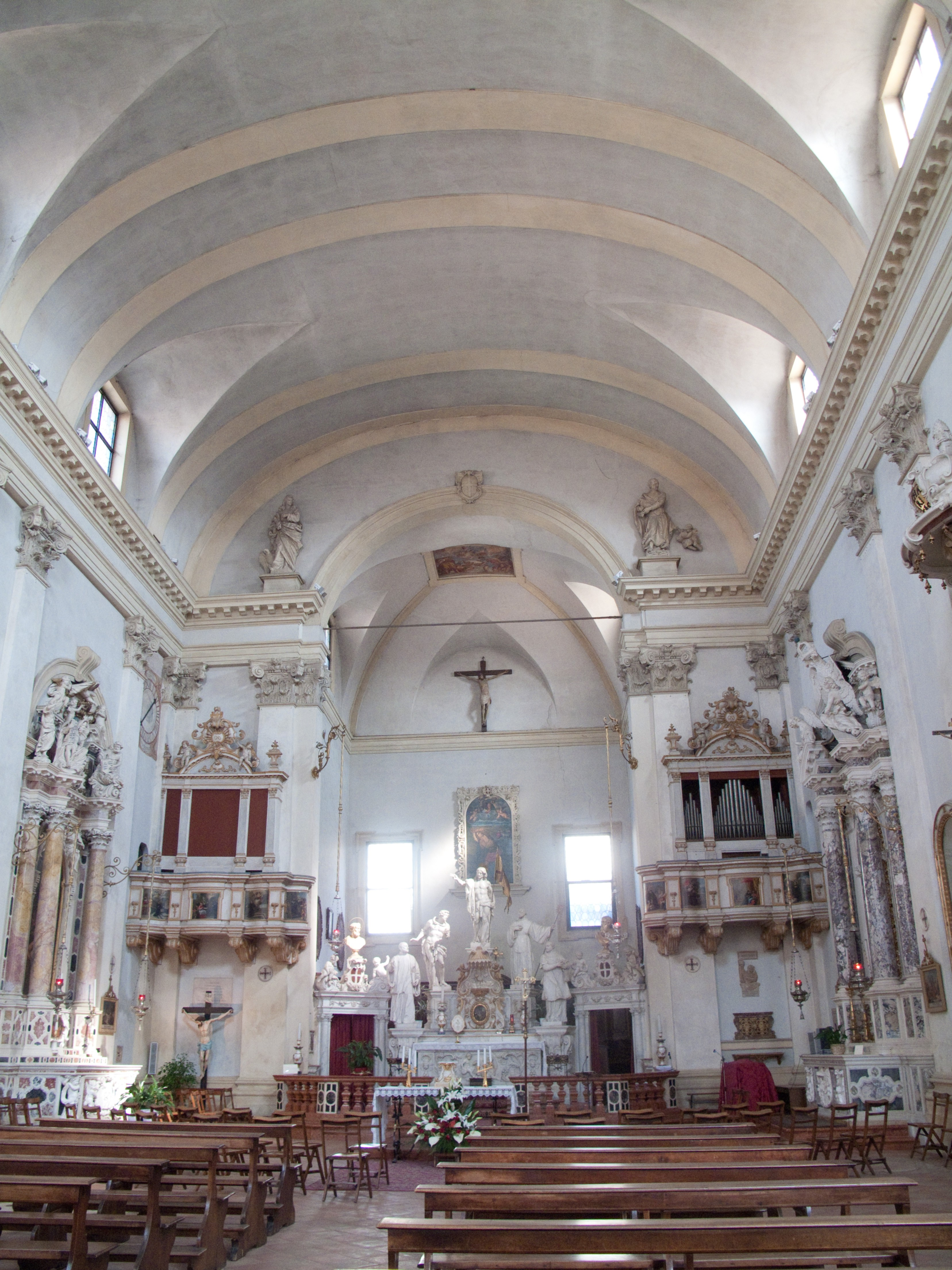
Chiesa di San Giuliano - Interno

### Facciata
La facciata ripropone un modello di fine Cinquecento, utilizzato da Giambattista Albanese per gli oratori del Gonfalone e del Crocifisso, ma è caratterizzata da quattro lesene corinzie giganti che sorreggono il timpano triangolare.
Al centro uno stemma della città di Vicenza, uno dei più belli della città, dello scultore Pietro Cavaliere. Le statue sul frontone - San Francesco di Paola tra i santi Giuliano e Vincenzo - sono molto probabilmente di Angelo Marinali.

### Interno
Anche l'interno si scosta dai modelli dell'Albanese, estendendosi maggiormente in lunghezza e altezza. Intonacato di bianco, è molto luminoso.
Le pareti sono scandite da esuberanti altari, tutti della bottega dei Merlo; al centro della parete di destra, spicca il grandioso complesso del pulpito. Lungo tutto il perimetro, le 14 stazioni della Via Crucis dipinte da Costantino Pasqualotto, originariamente nella chiesa di San Biagio e qui portate dai Cappuccini nel 1800.

#### Parete sinistra
Sul primo altare, originariamente dedicato all'Annunciazione, la statua dell'Immacolata Concezione, portata qui nel 1796 dai francescani osservanti quando dovettero lasciare San Biagio. La portella in rame del tabernacolo - dipinta da Costantino Pasqualotto  - raffigura l'apparizione della Vergine di Loreto ai santi Valentino e Bovo, raffigurati anche nel medaglione in alabastro al centro del paliotto.
Il secondo altare - eretto nel 1694 su commissione del conte Livio Sale come pure l'altare successivo - è ornato da un raffinato paliotto con intarsi su marmo nero. La grande pala di Pietro Bartolomeo Cittadella raffigura la Vergine con il Bambino che appare ai santi Francesco di Sales, Gaetano e Michele Arcangelo. L'altare è dedicato anche al beato Marco da Montegallo, le cui ossa sono custodite nell'urna ai piedi della pala.
Segue l'altare della Natività, la cui pala è del bavarese Carlo Loth. Sotto la pala, in una cornice marmorea, il dipinto di un anonimo vicentino del XVII secolo, raffigurante San Giuliano martire. Sui tronchi di trabeazione si posano Mosè e Davide, alle loro spalle le sibille Cimmeria e Tiburtina. il paliotto raffigura la profezia di Isaia sulla nascita di Gesù.

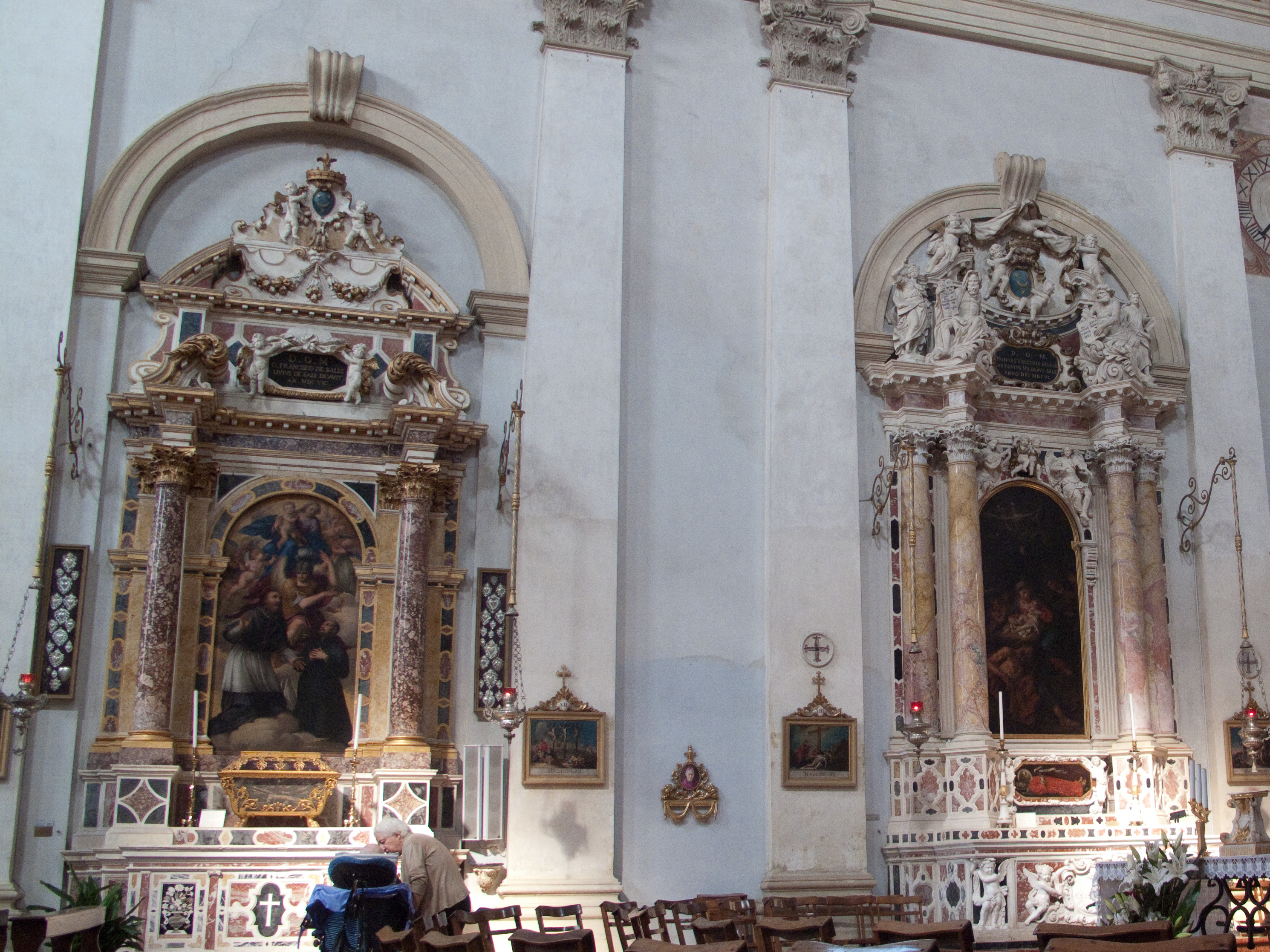
Altari di San Francesco di Sales e della Natività
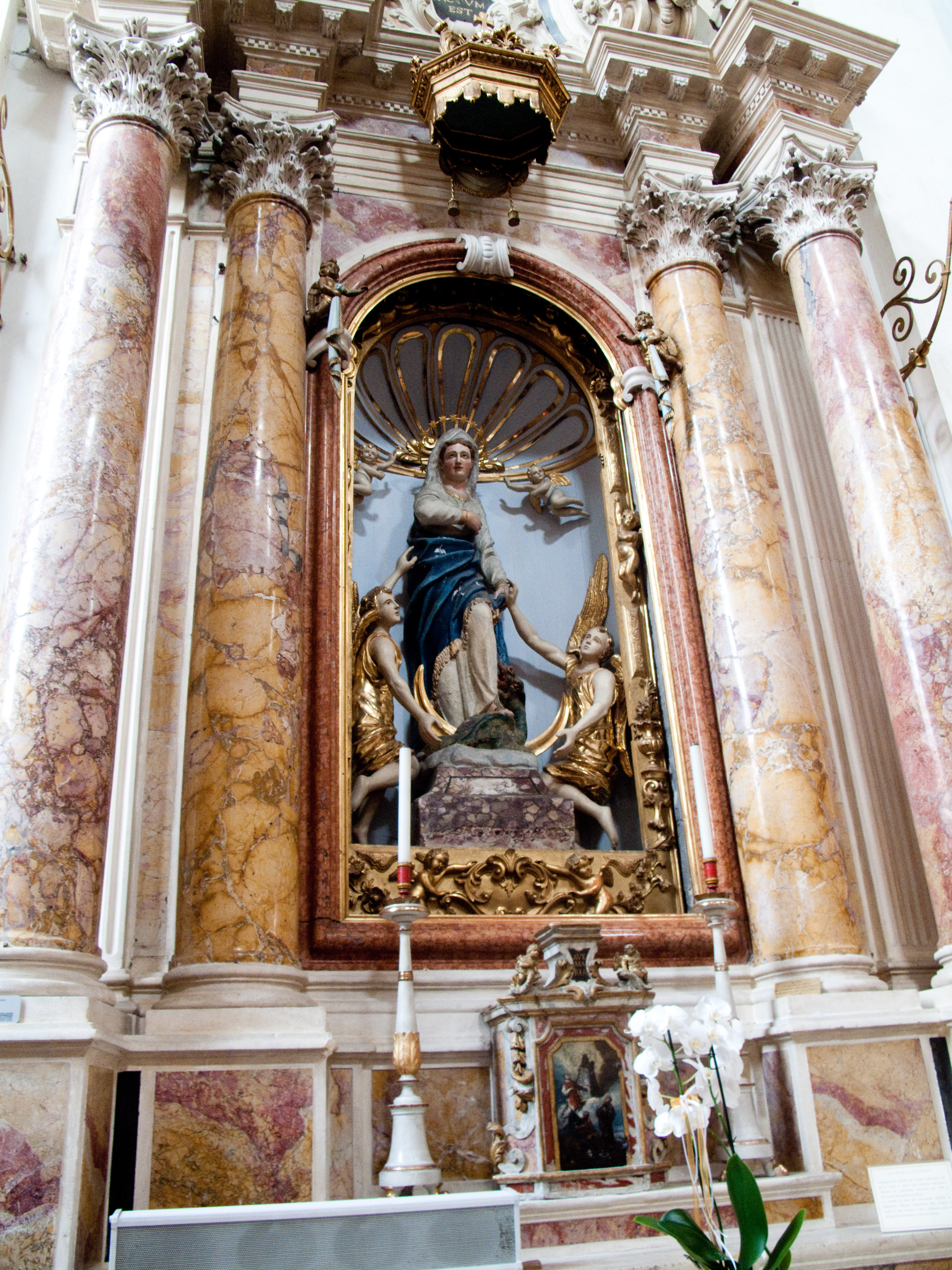
Altare della Concezione
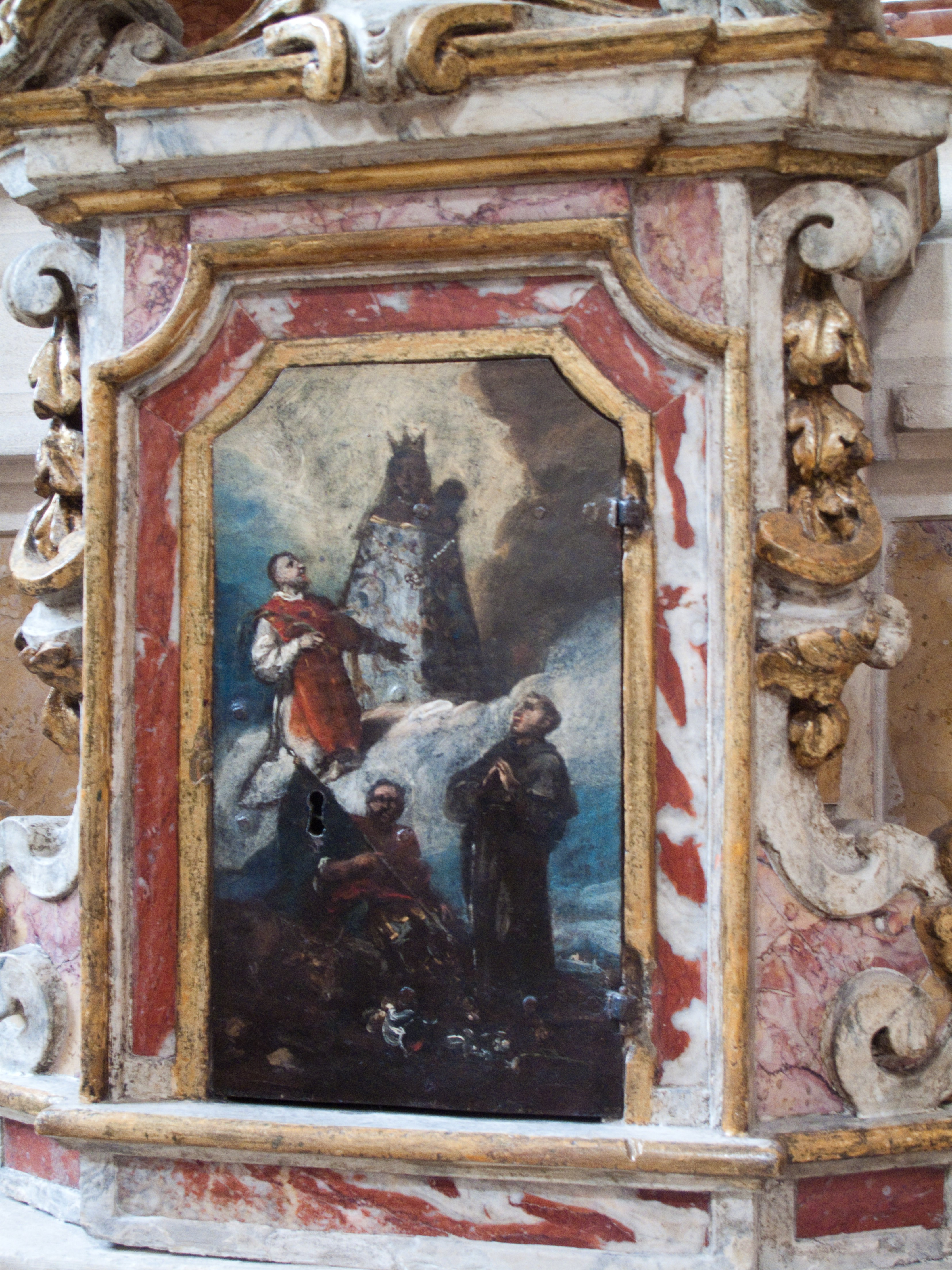
Portella dell'altare della Concezione (Pasqualotto)
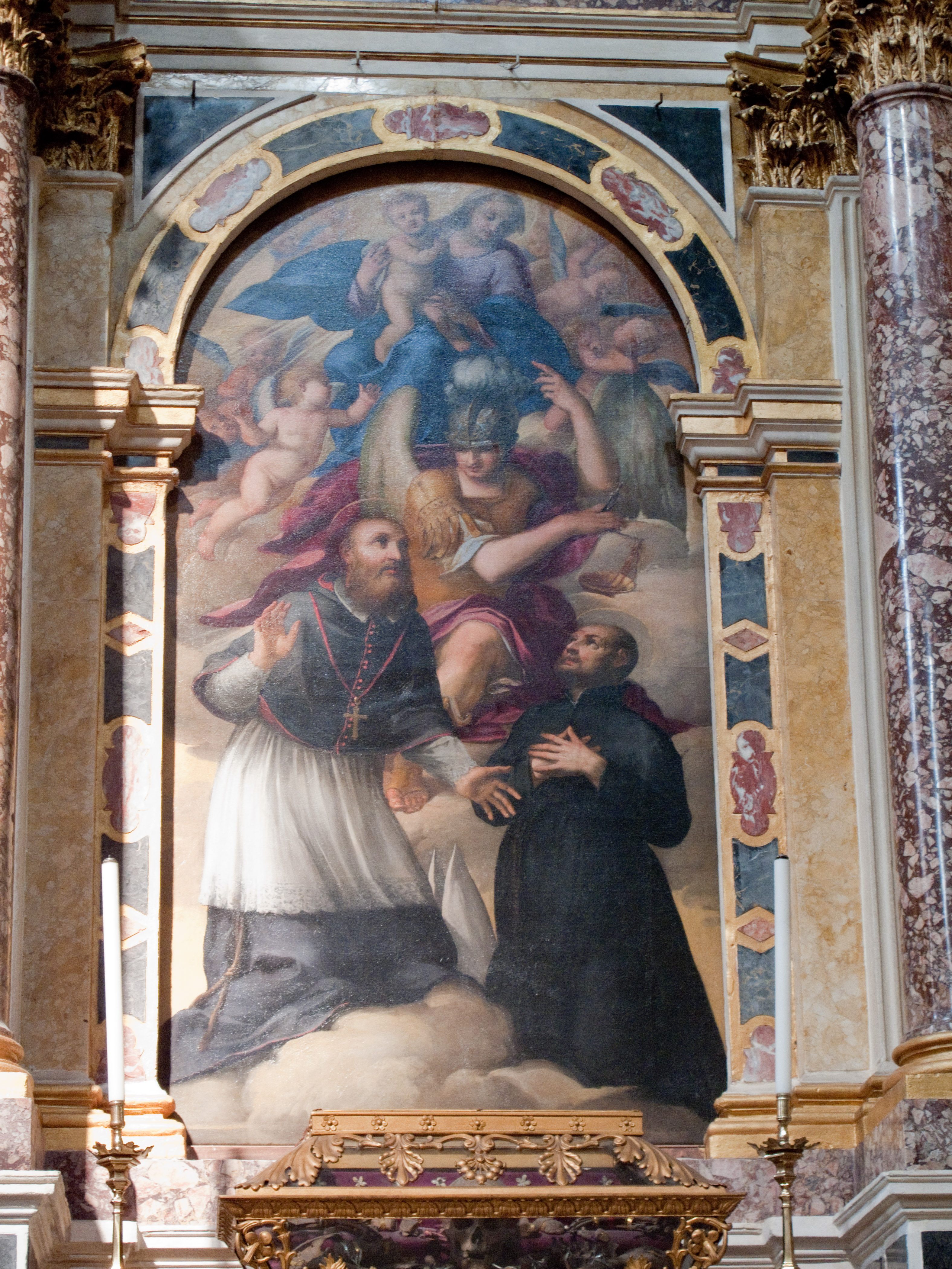
Altare di San Francesco di Sales
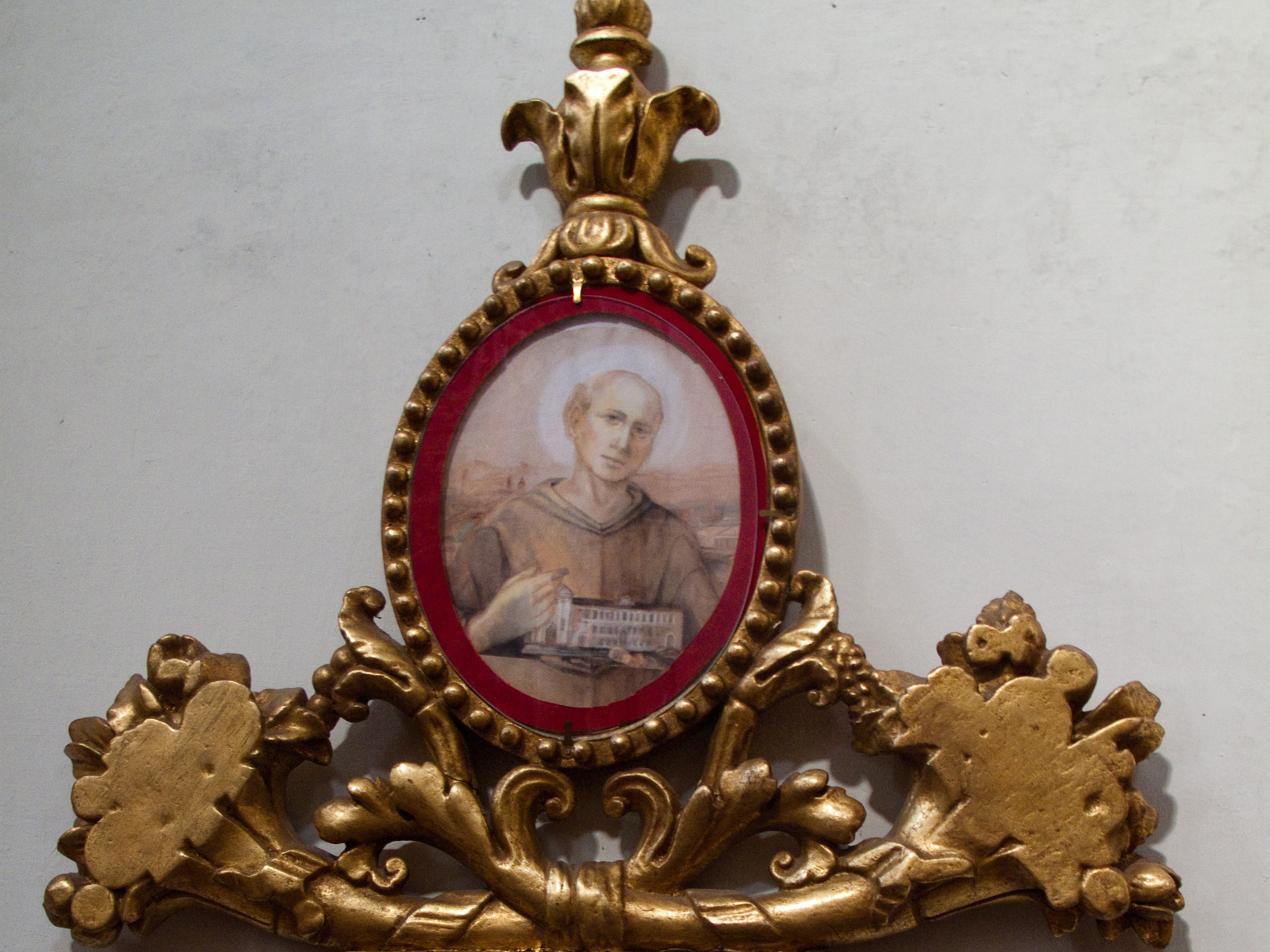
Effigie di Marco da Montegallo
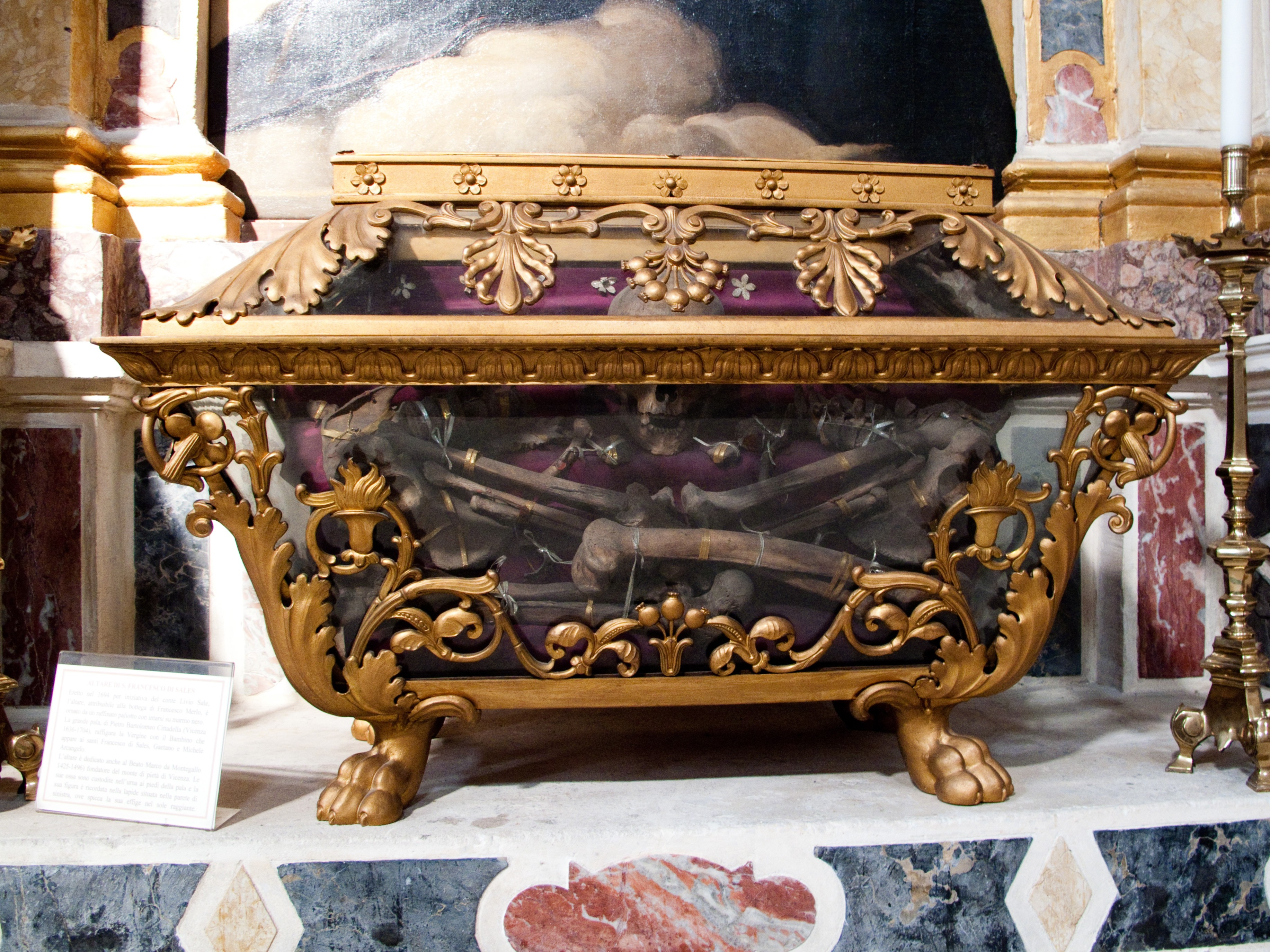
Ossa di Marco da Montegallo
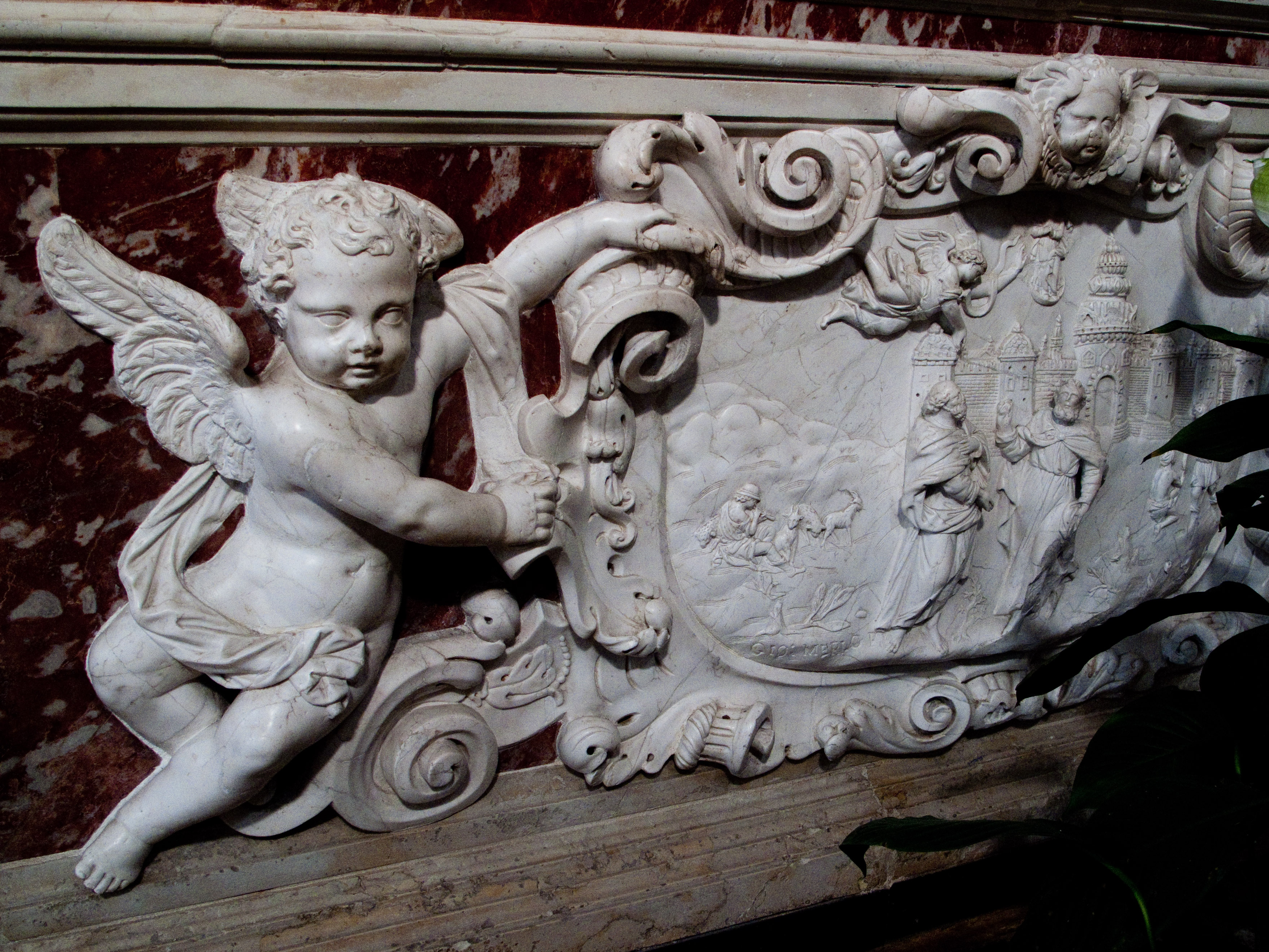
Paliotto dell'altare della Natività
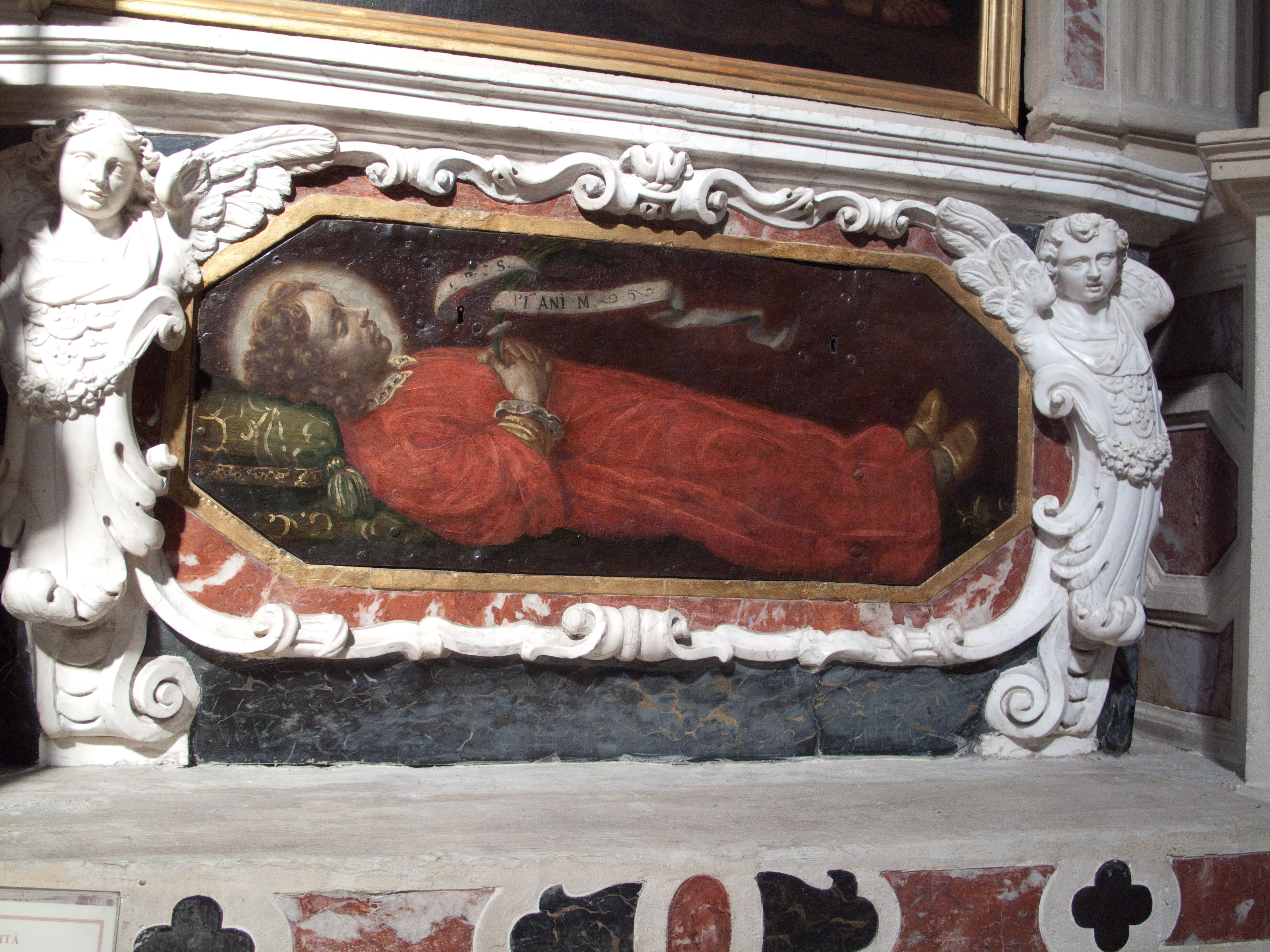
Dipinto di San Giuliano (Anonimo del XVIII secolo)

#### Altare maggiore e coro
L'altare maggiore fu realizzato tra il 1694 e il 1704 su progetto di Pietro Cavaliere e di Orazio Marinali. È sormontato da cinque statue: il Cristo Risorto tra i santi Giuliano, Francesco di Paola, Gaetano e Vincenzo, "una umanissima rappresentazione resa viva dall'incrociarsi dei gesti e degli sguardi"; a parte l'ultima, sono tutte opera del Marinali. Sulla portella del tabernacolo la cena di Emmaus, dipinta da Giovanni Miazzi.
Gli stalli del coro sono di inizio Settecento.

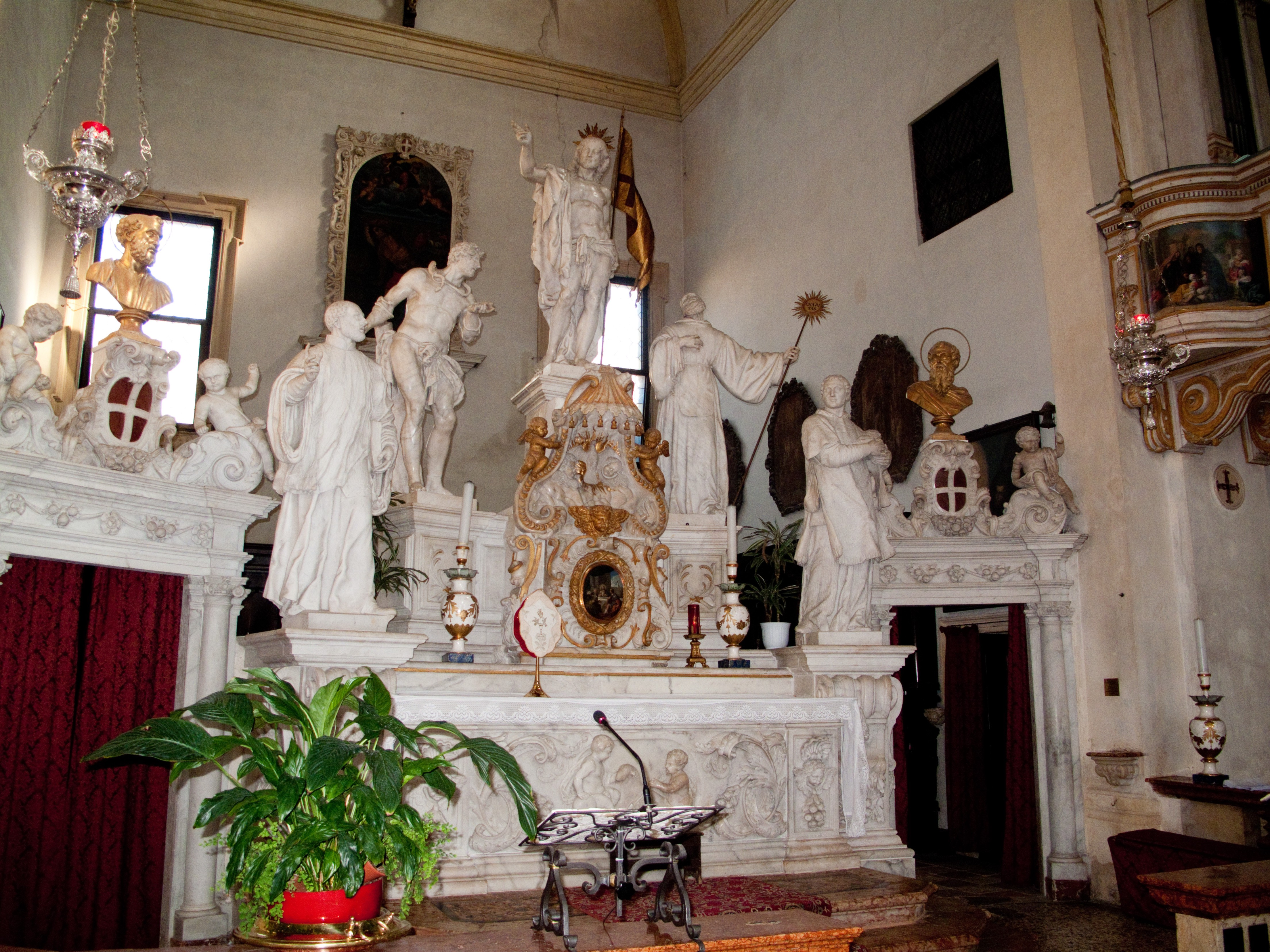
Altare maggiore
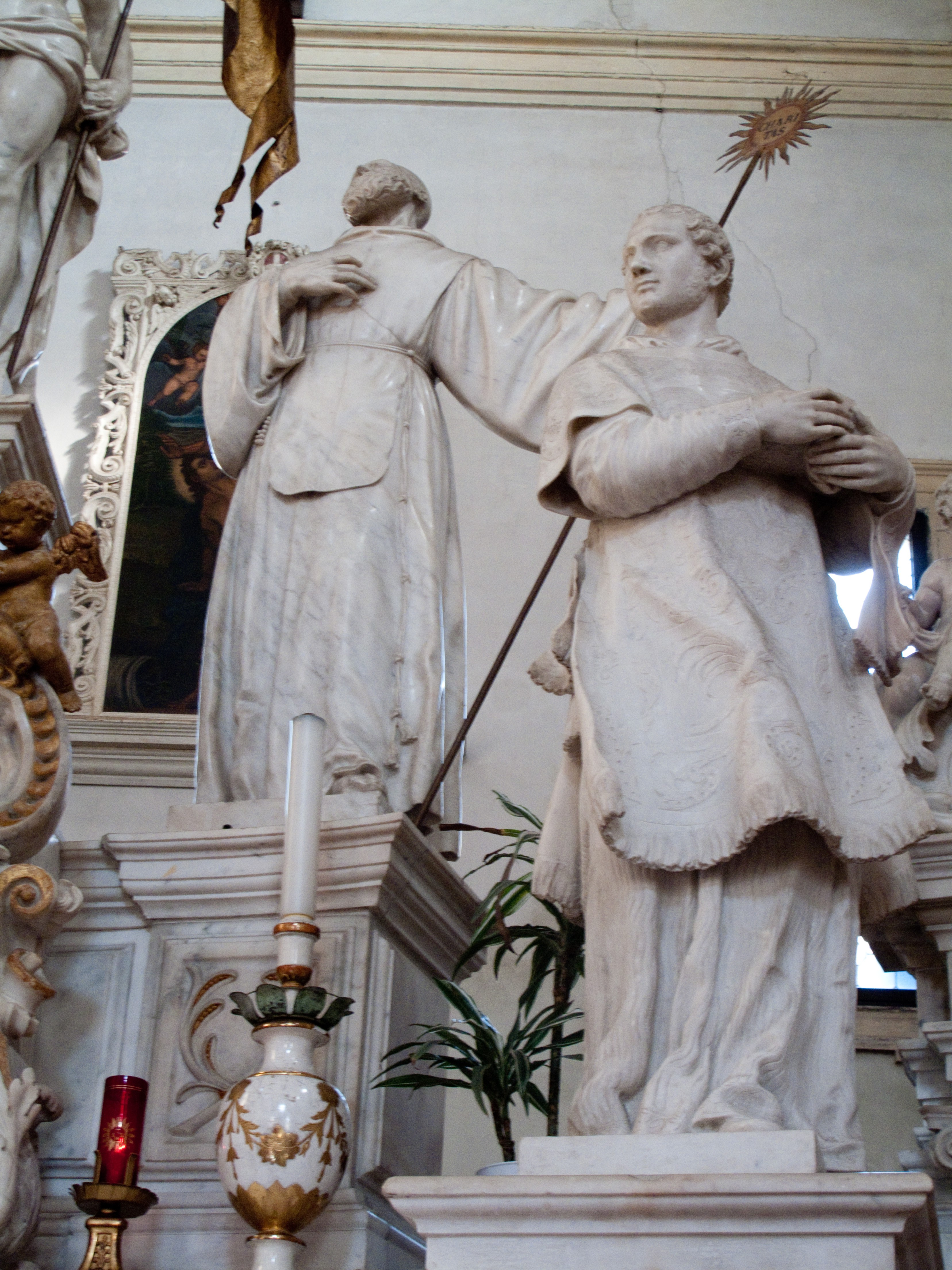
Statue di San Francesco di Paola e di San Vincenzo sull'altare maggiore (Orazio Marinali)
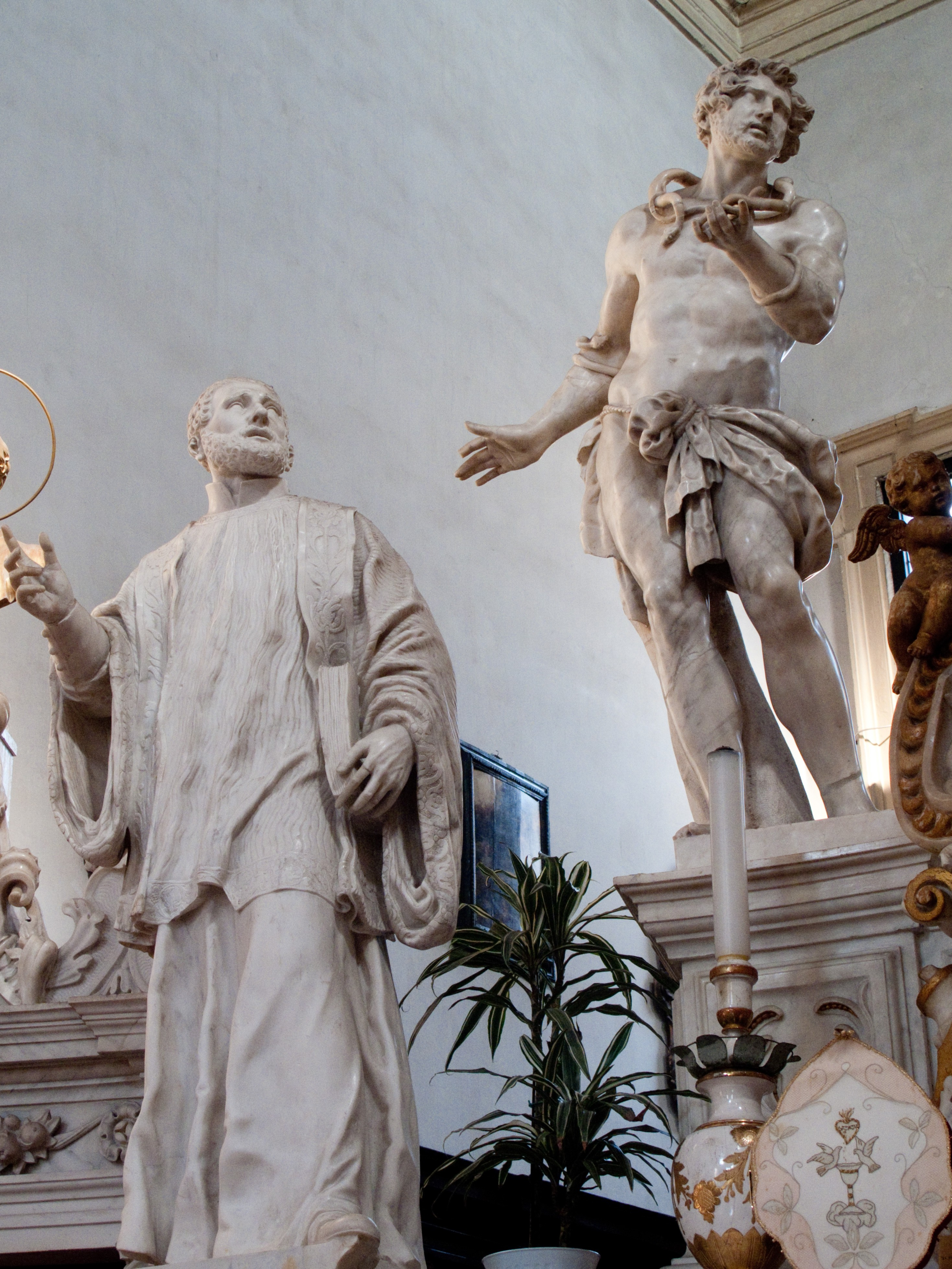
Statue di San Gaetano Thiene e di San Giuliano sull'altare maggiore (Orazio Marinali)
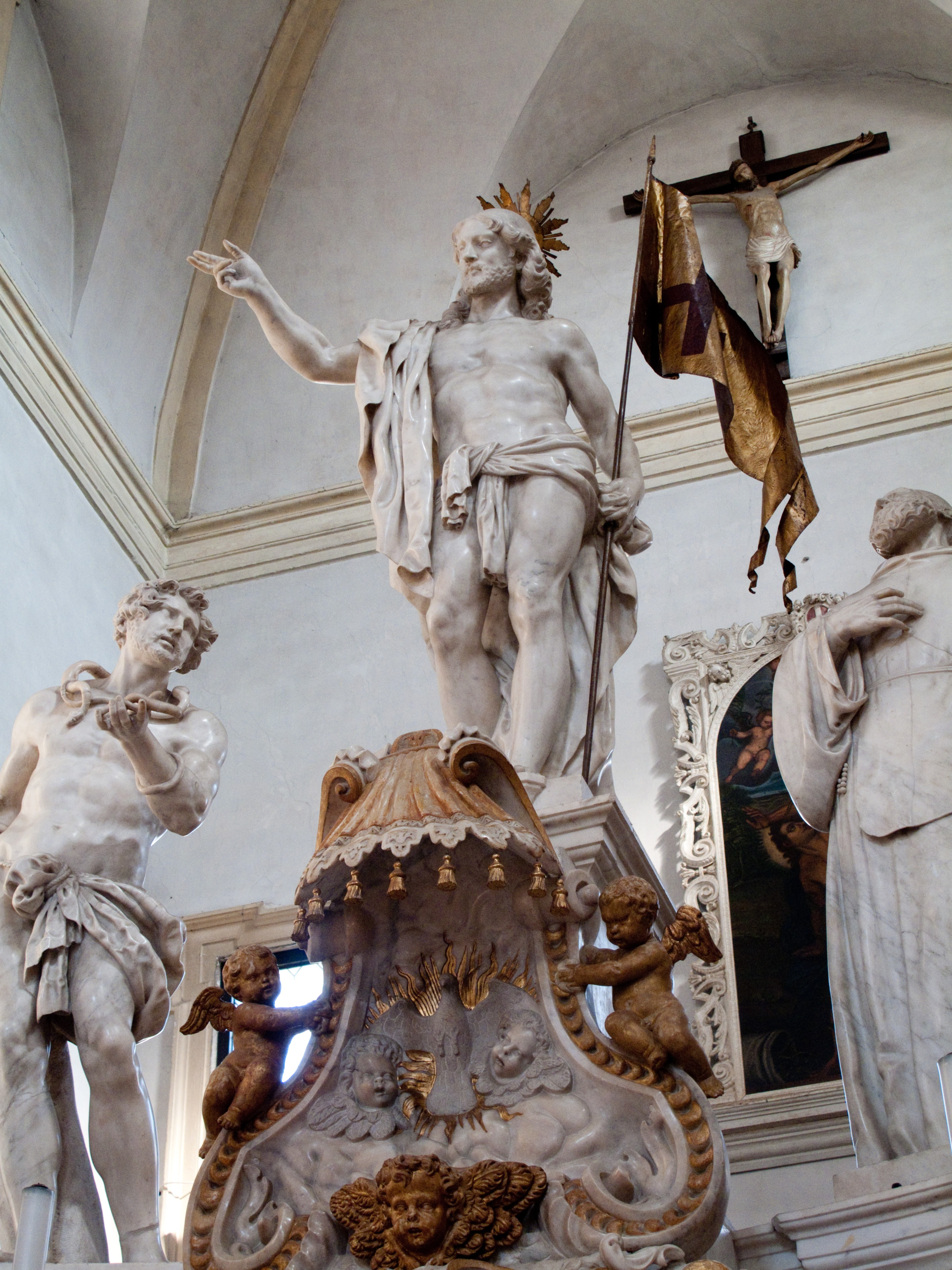
Statue del Redentore e di San Giuliano sull'altare maggiore (Orazio Marinali)
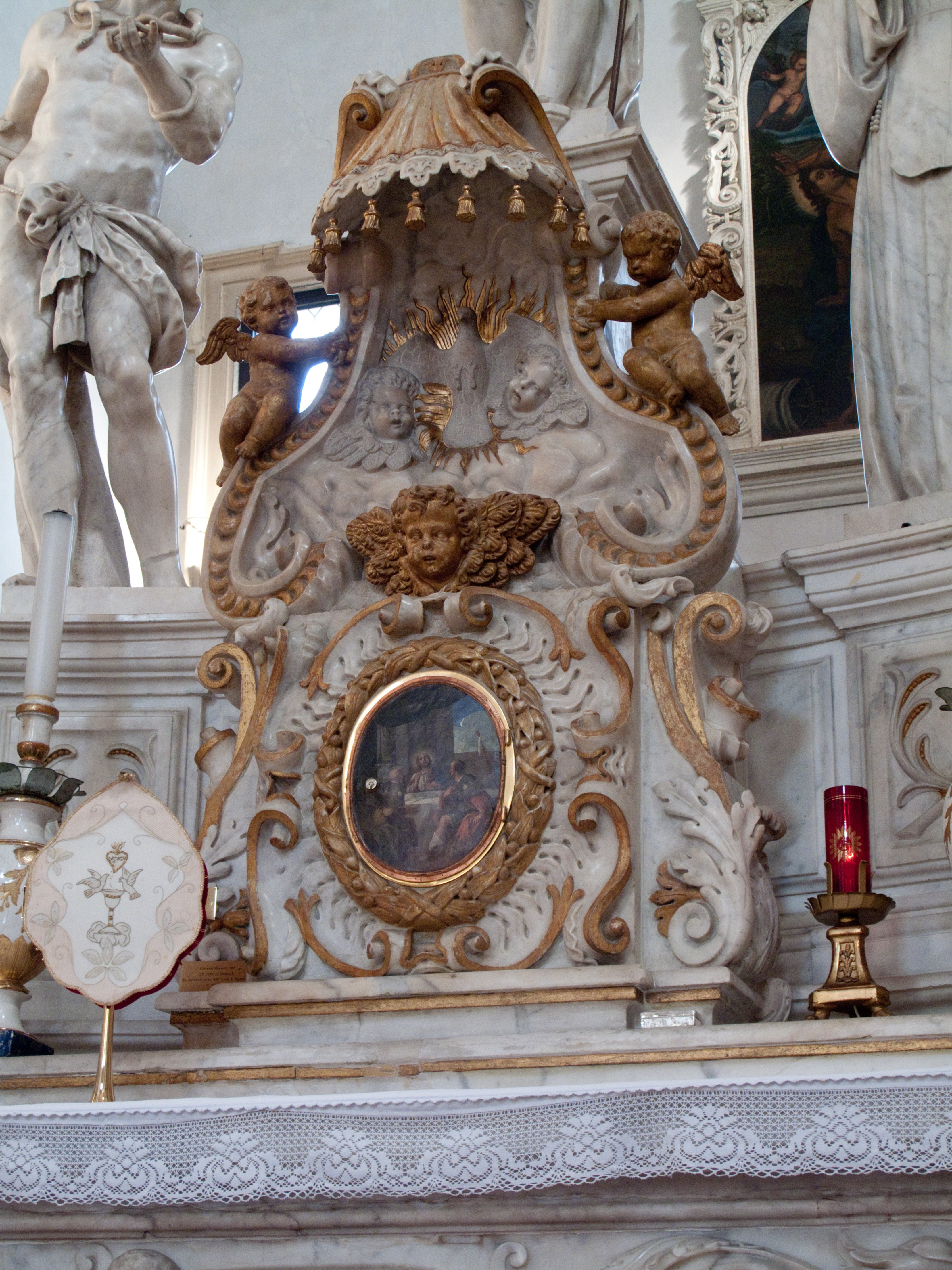
Tabernacolo dell'altare maggiore
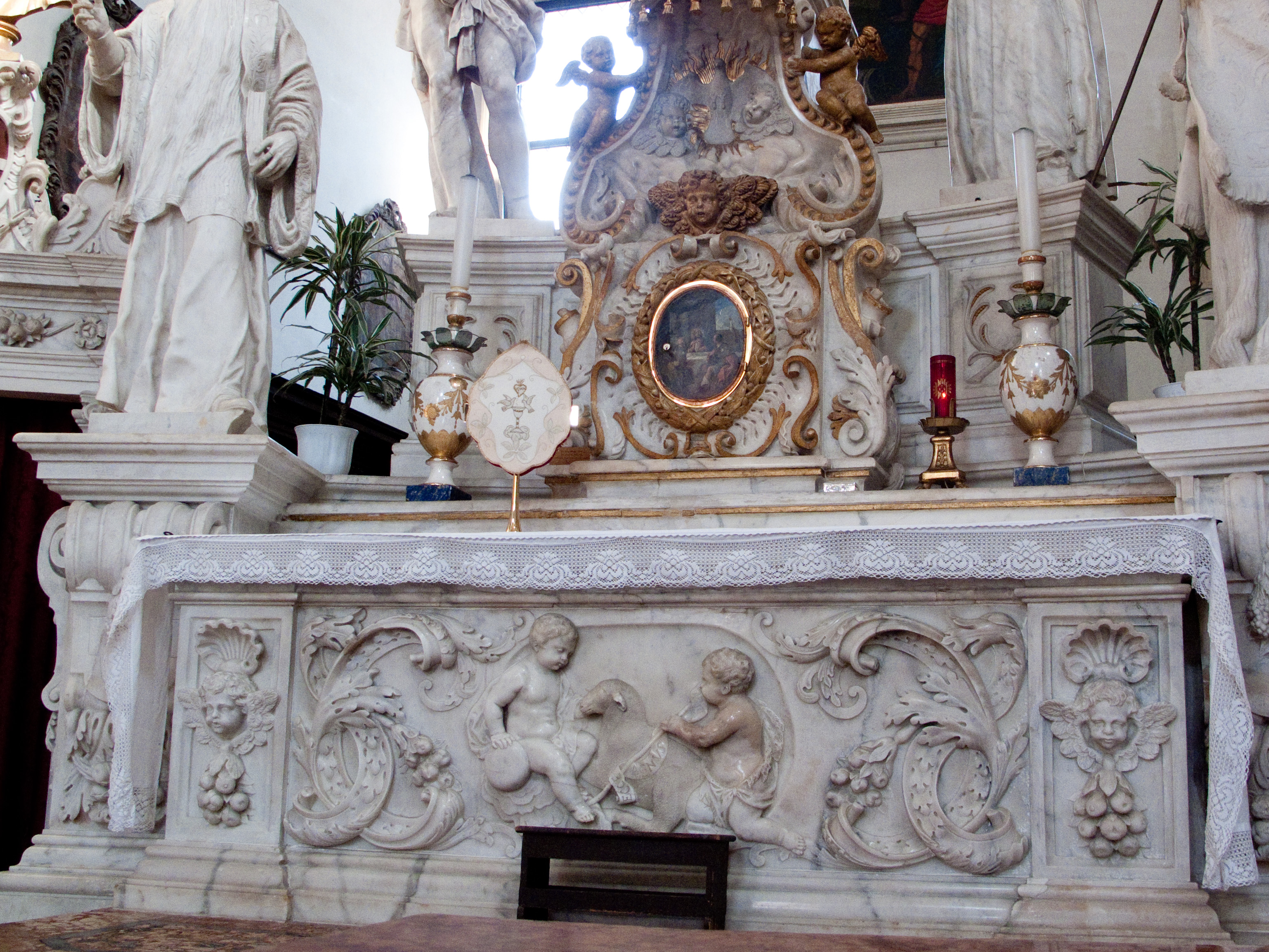
Paliotto dell'altare maggiore

#### Parete destra
Il primo altare è consacrato alla passione di Cristo.
Sul fastigio la figura del Padre benedicente, circondato dagli angeli con i simboli della passione e, sotto, la pala della Deposizione, dipinta dal Pasqualotto intorno al 1735-40. Allo stesso pittore viene attribuita la figura di Sant'Elena che ritrova la croce, dipinta nella portella in rame del tabernacolo.
Il pulpito in stile rococò è opera del 1717 di Agostino Testa. Sotto di esso si apre il corridoio che porta alla sacrestia.
Dopo il pulpito si trova il grande altare di San Francesco di Paola, commissionato da Elisabetta Barbaran Trissino per onorare la memoria del marito defunto. Lo stemma della famiglia domina tutto il complesso architettonico e, sotto di esso, si trova la pala di San Francesco di Paola, dipinta intorno al 1650 e portata qui dai Minimi al momento del loro insediamento in San Giuliano, successivamente decorata con lamine d'argento aggiunte per volere della committente l'altare. Sui riquadri del paliotto sono scolpiti episodi della vita del santo, opera del 1697 di Giovanni Merlo.

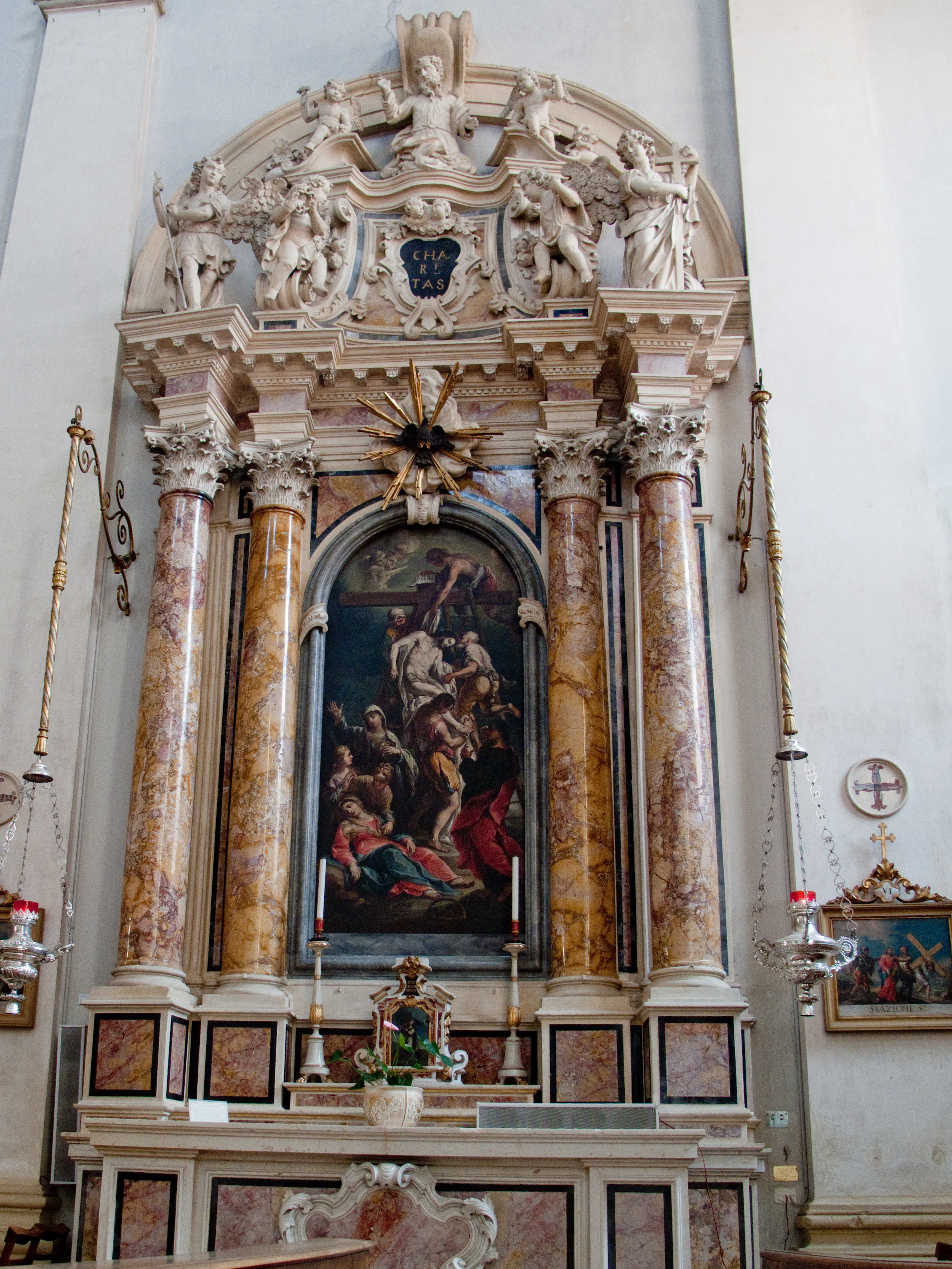
Altare della Deposizione
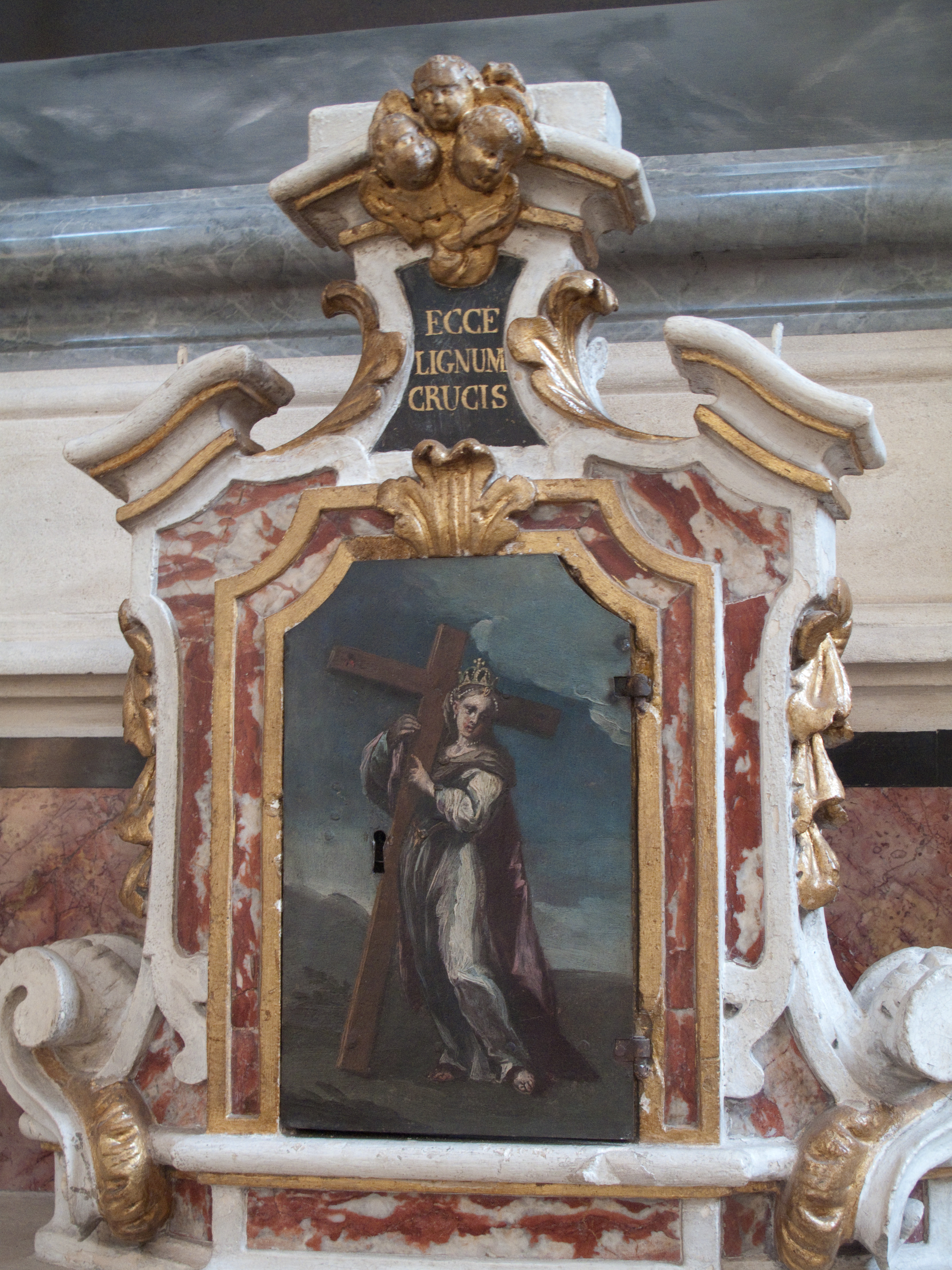
Tabernacolo dell'altare della Deposizione
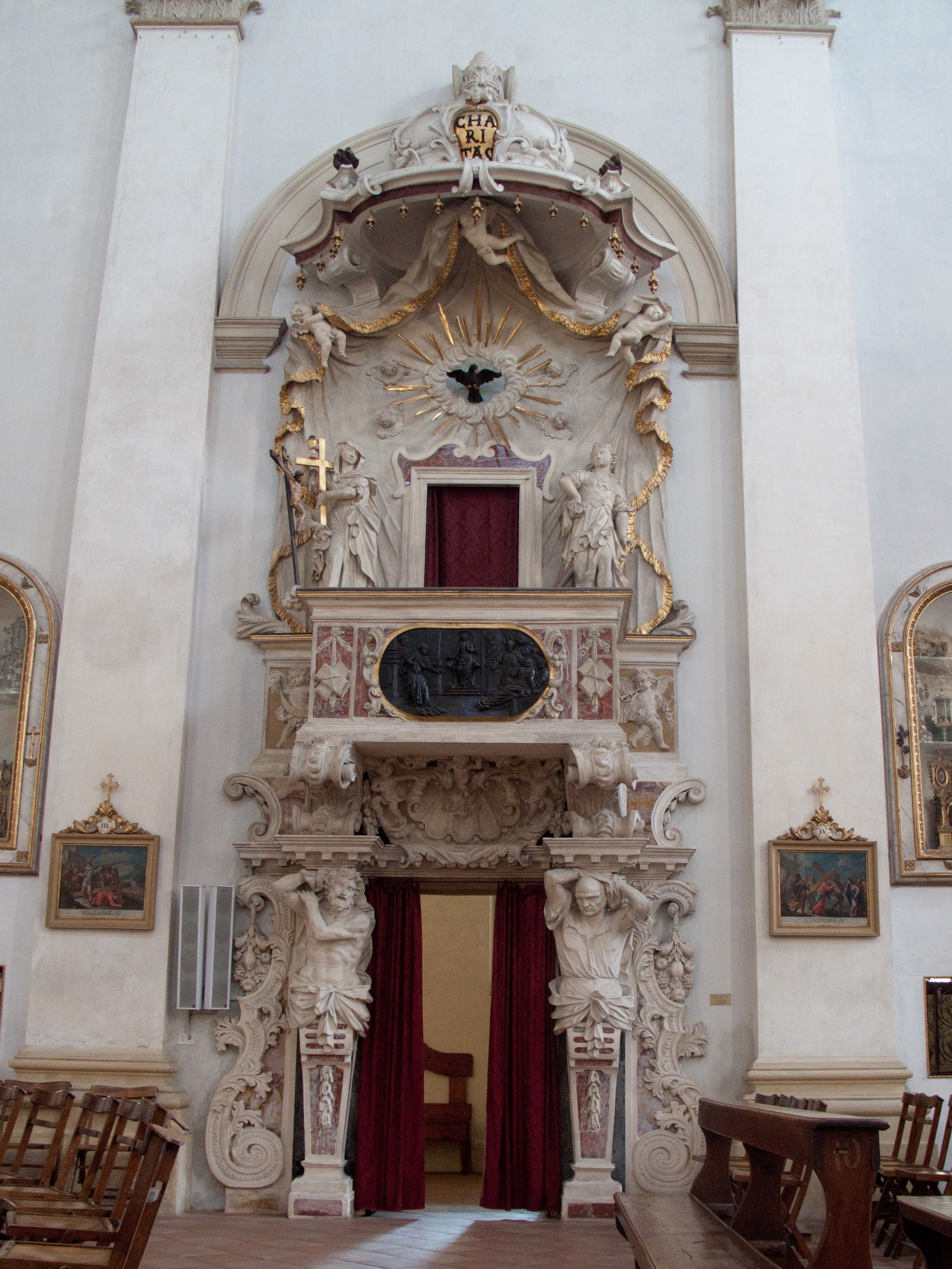
Pulpito
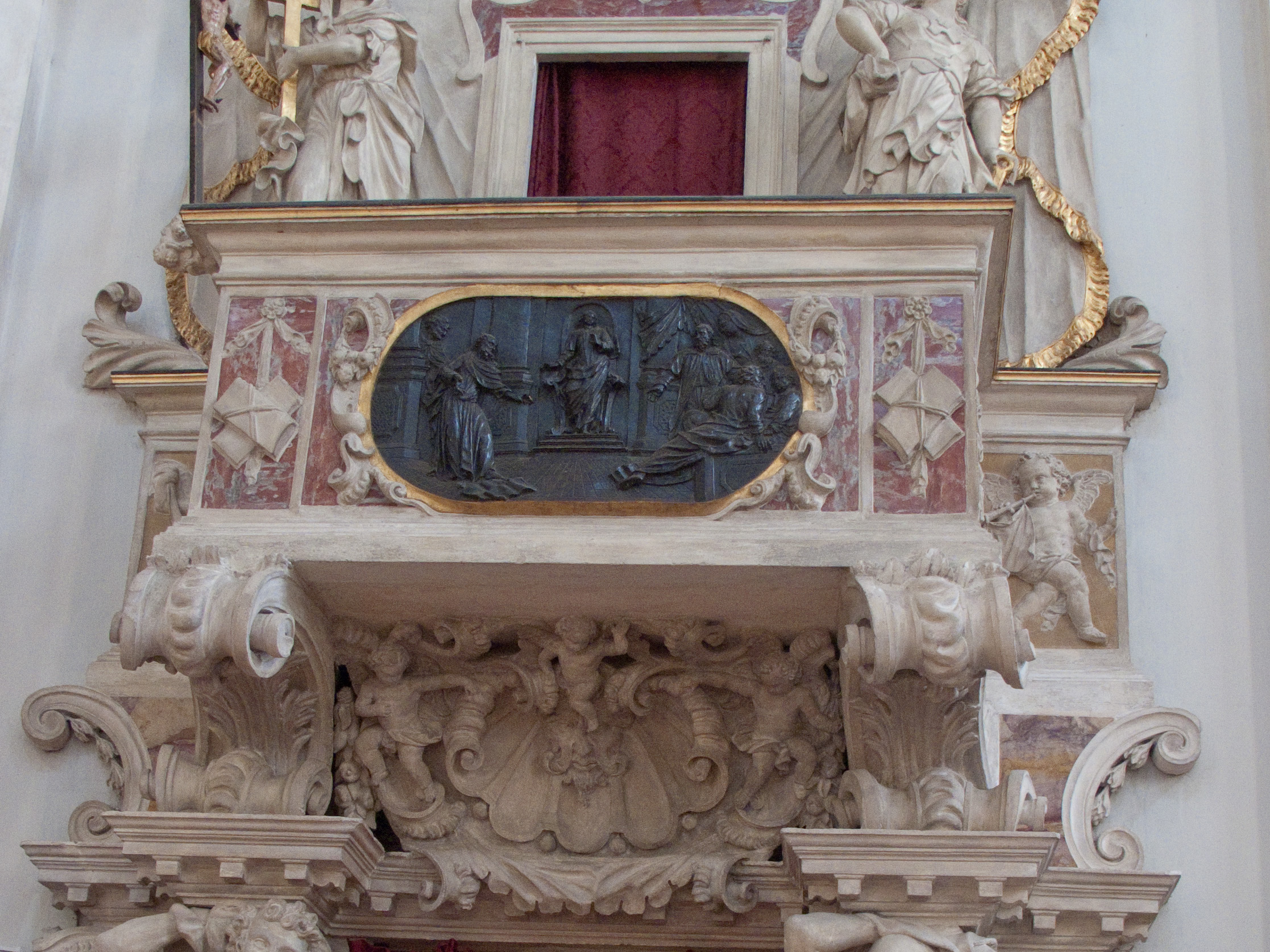
Dettaglio del pulpito
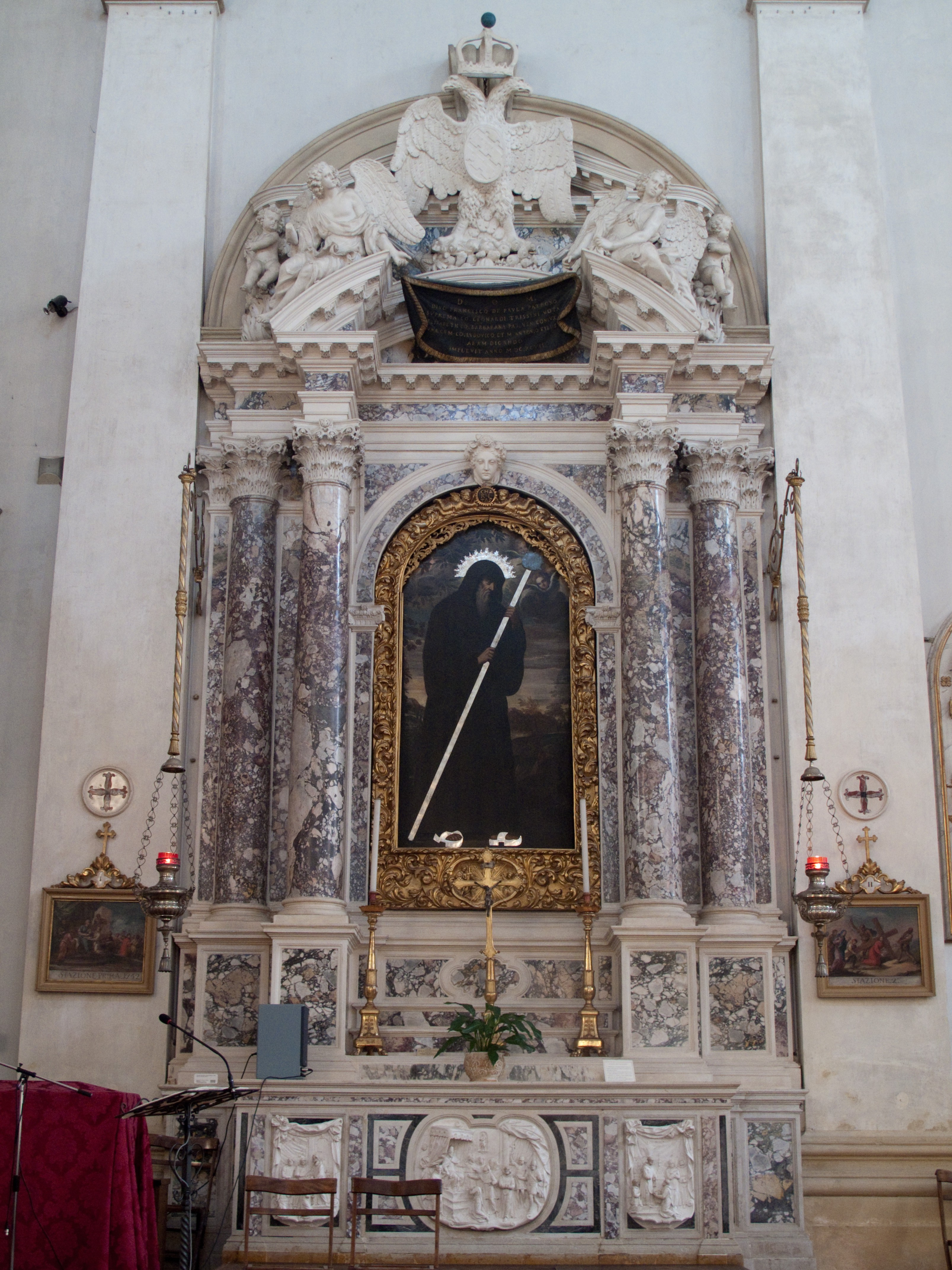
Altare di San Francesco di Paola
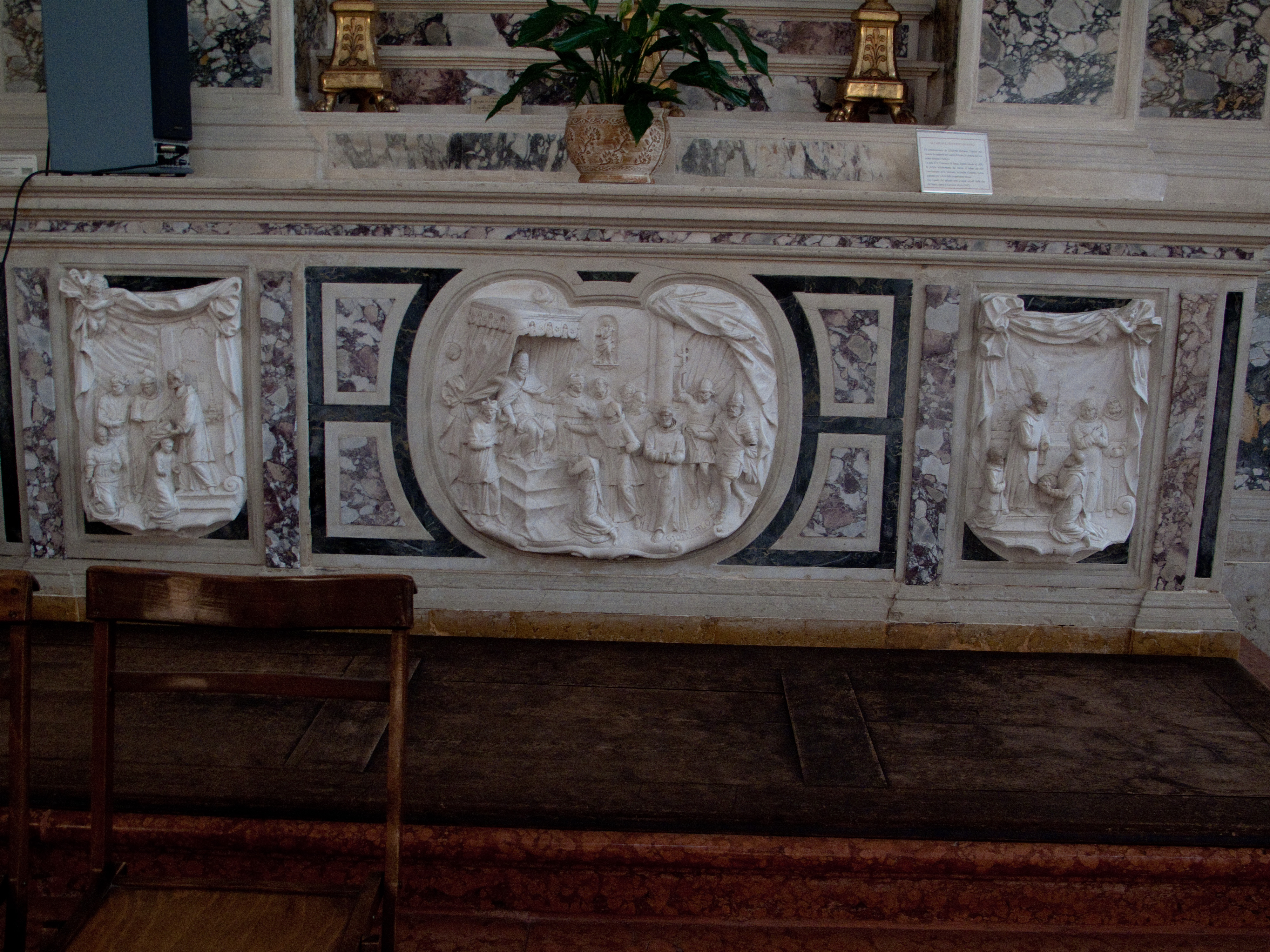
Paliotto dell'altare di San Francesco di Paola

#### Corridoio e sacrestia
Il corridoio che porta alla sacrestia, detto  un tempo "porteria", è stato restaurato nel 2007 e reca interessanti tele poste nelle lunette, che raffigurano i miracoli di San Francesco di Paola, dipinte in origine per la chiesa tra il 1720 e il 1730  e poi coperte da intonaco. La porta della sagrestia è decorata da due statue lignee di santi francescani e da uno stemma dell'ordine francescano, tutti decori provenienti dal soppresso convento di San Biagio.

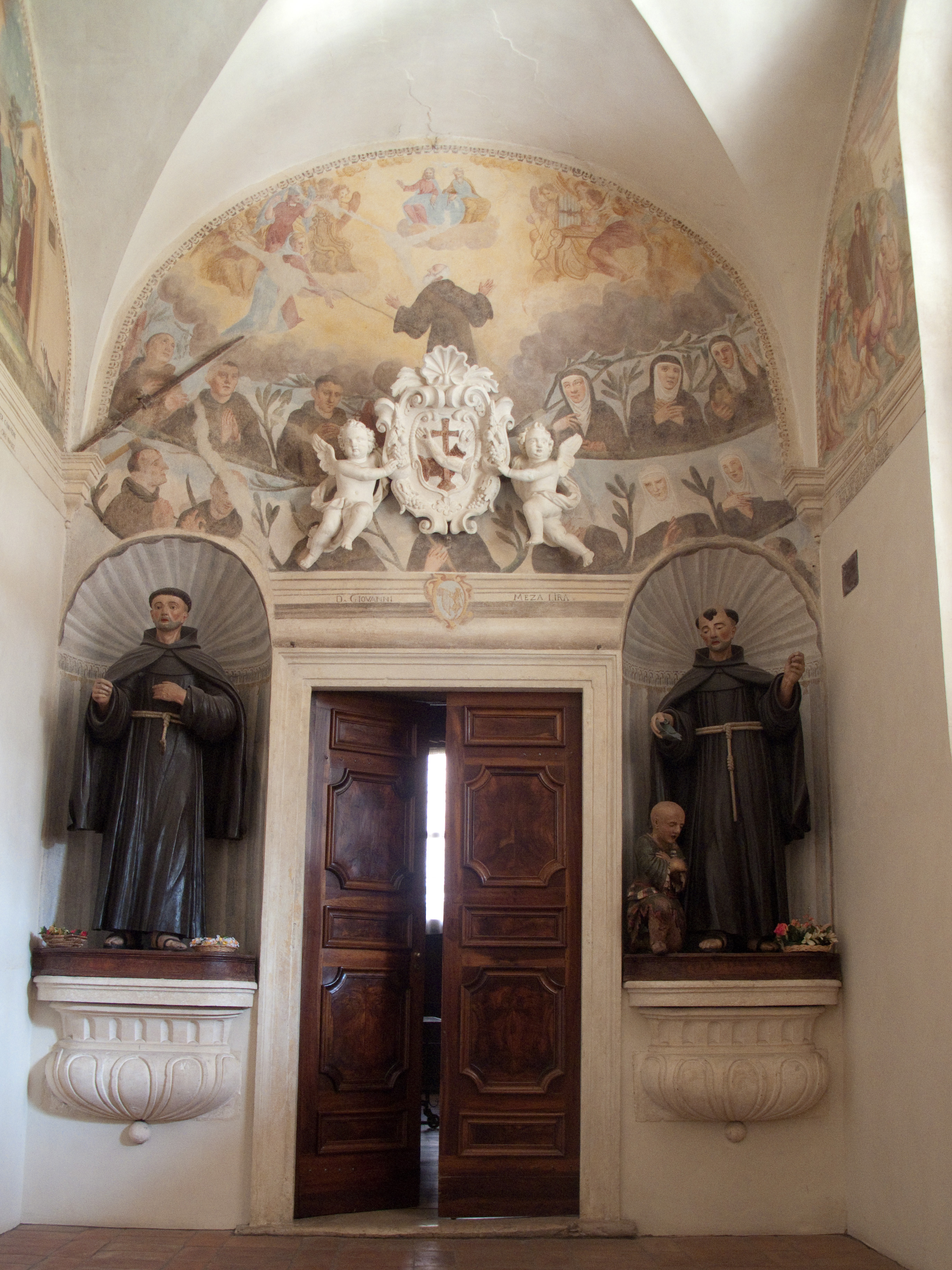
Corridoio
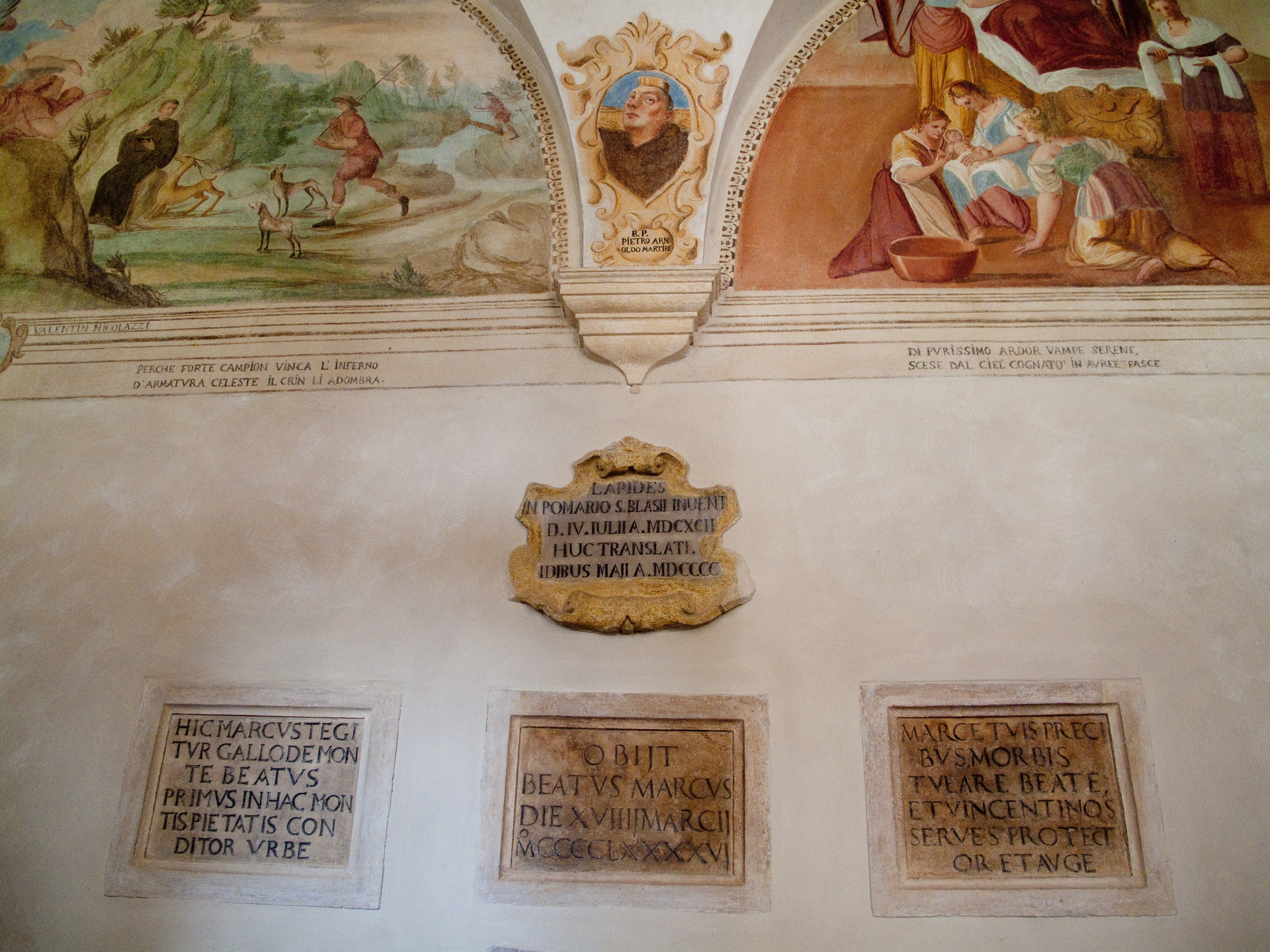
Lapidi in onore di Marco da Montegallo
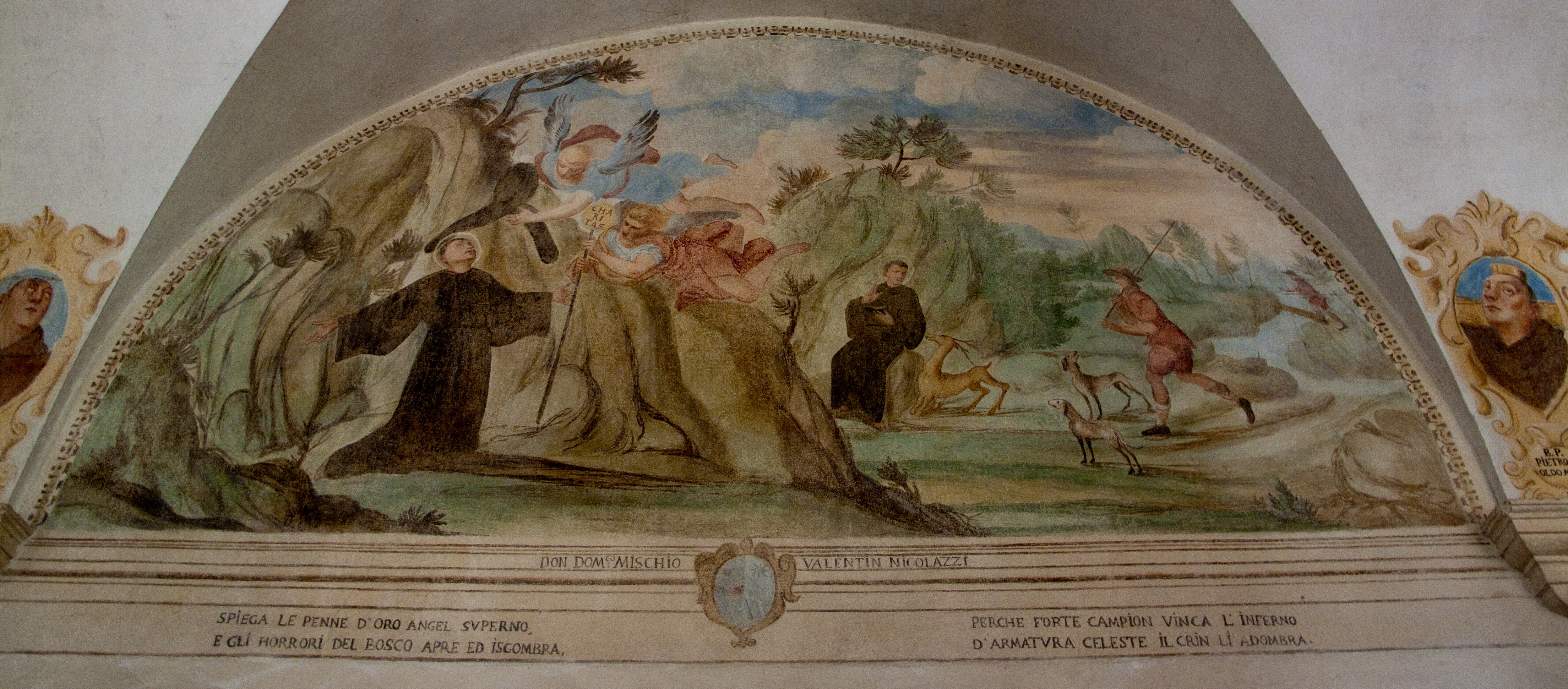
Lunetta con affresco della serie dei miracoli di San Francesco di Paola
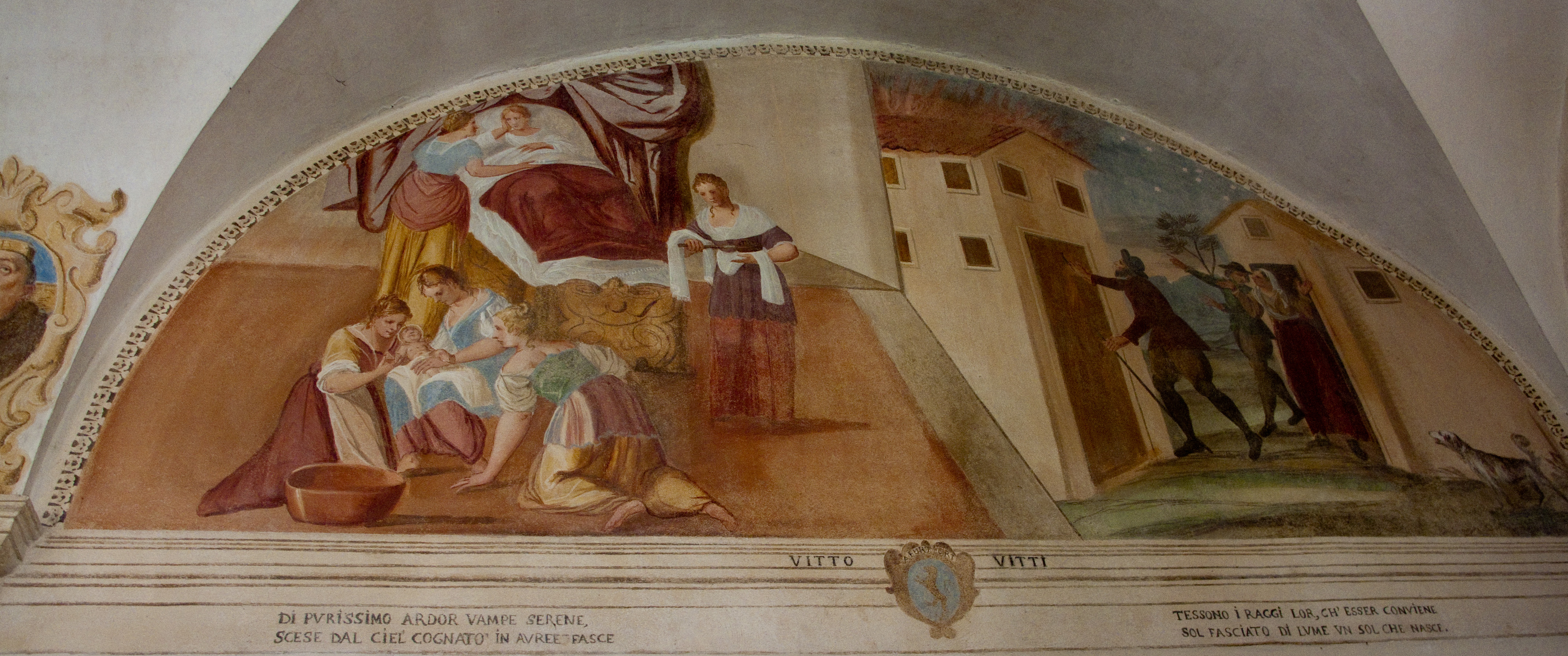
Miracoli di San Francesco di Paola
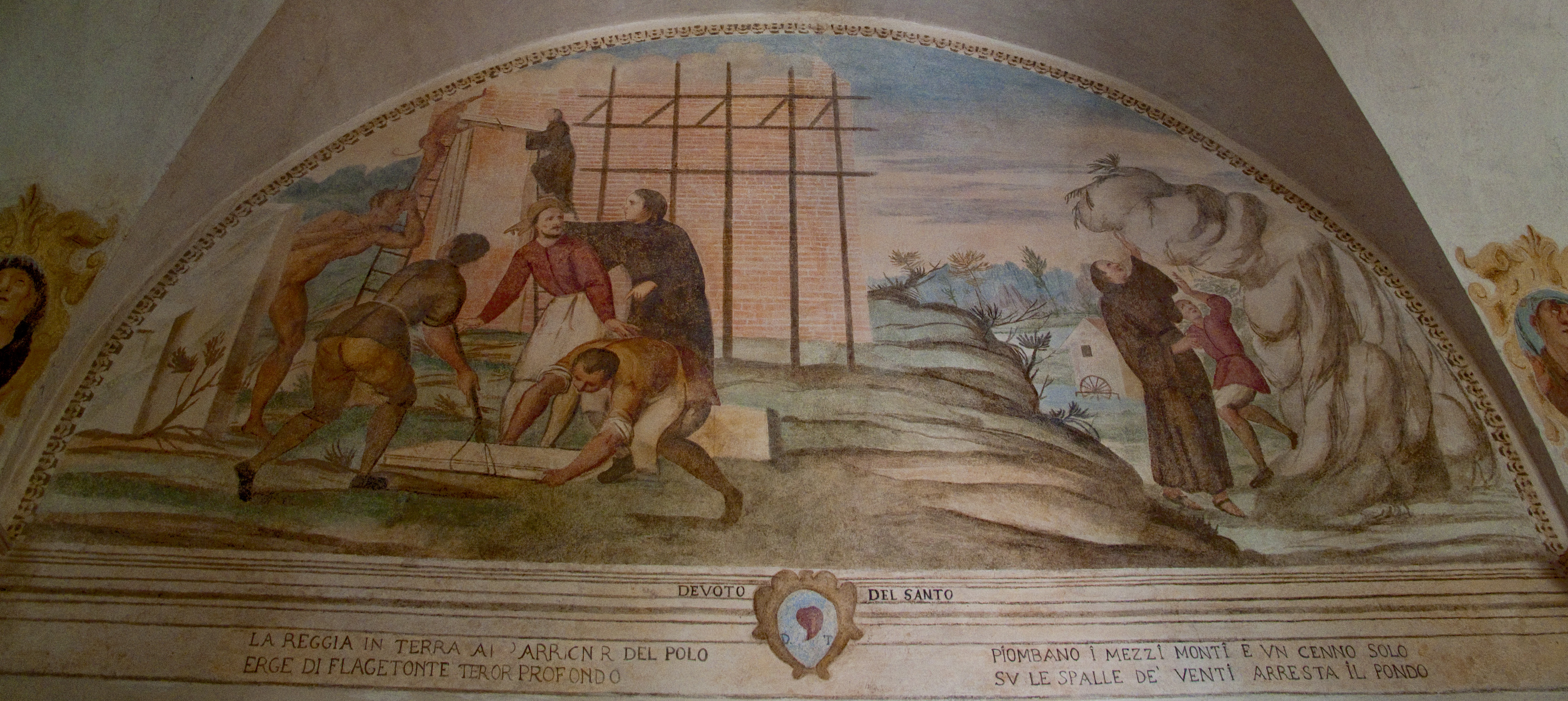
Miracoli di San Francesco di Paola
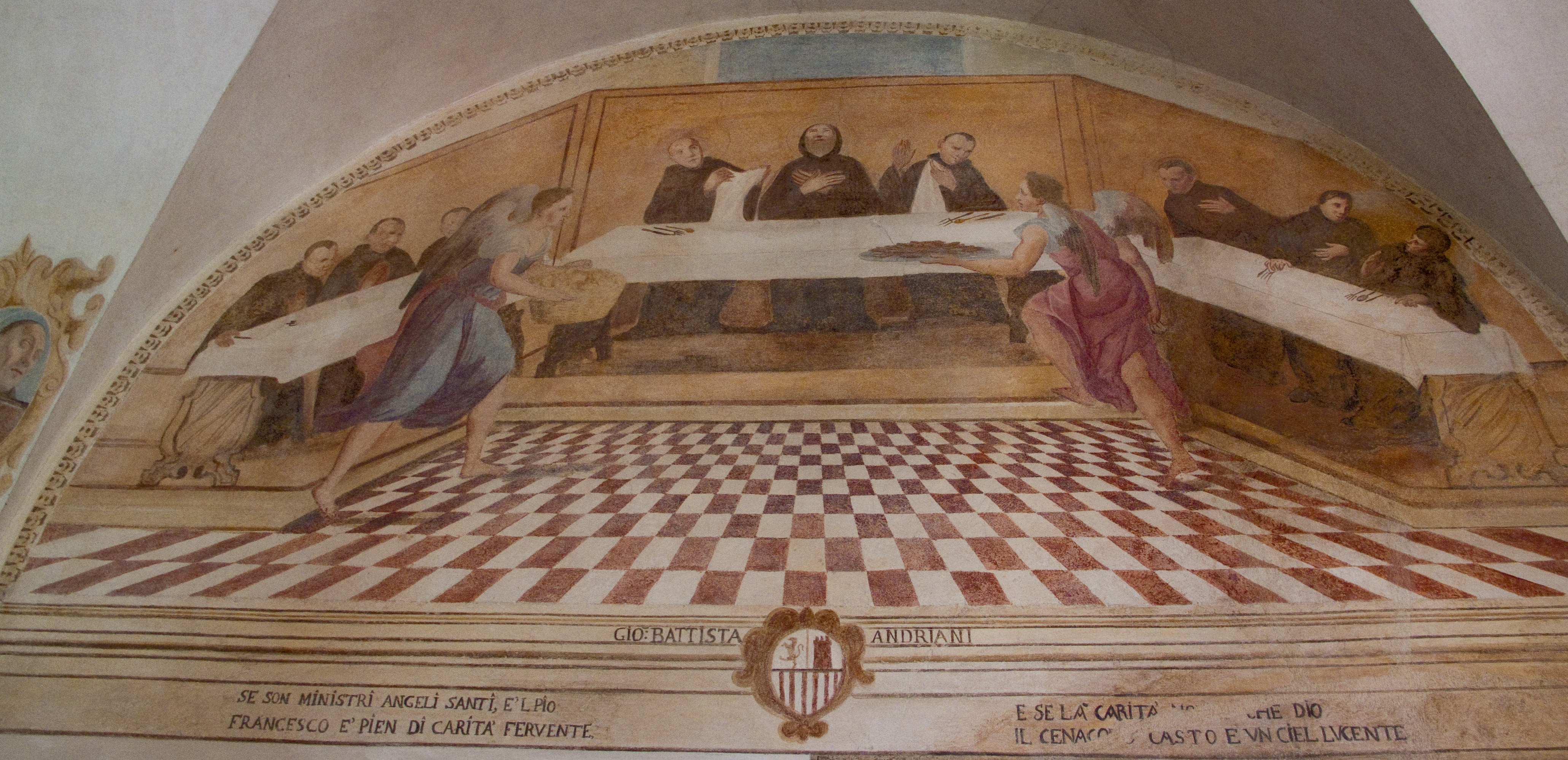
Miracoli di San Francesco di Paola
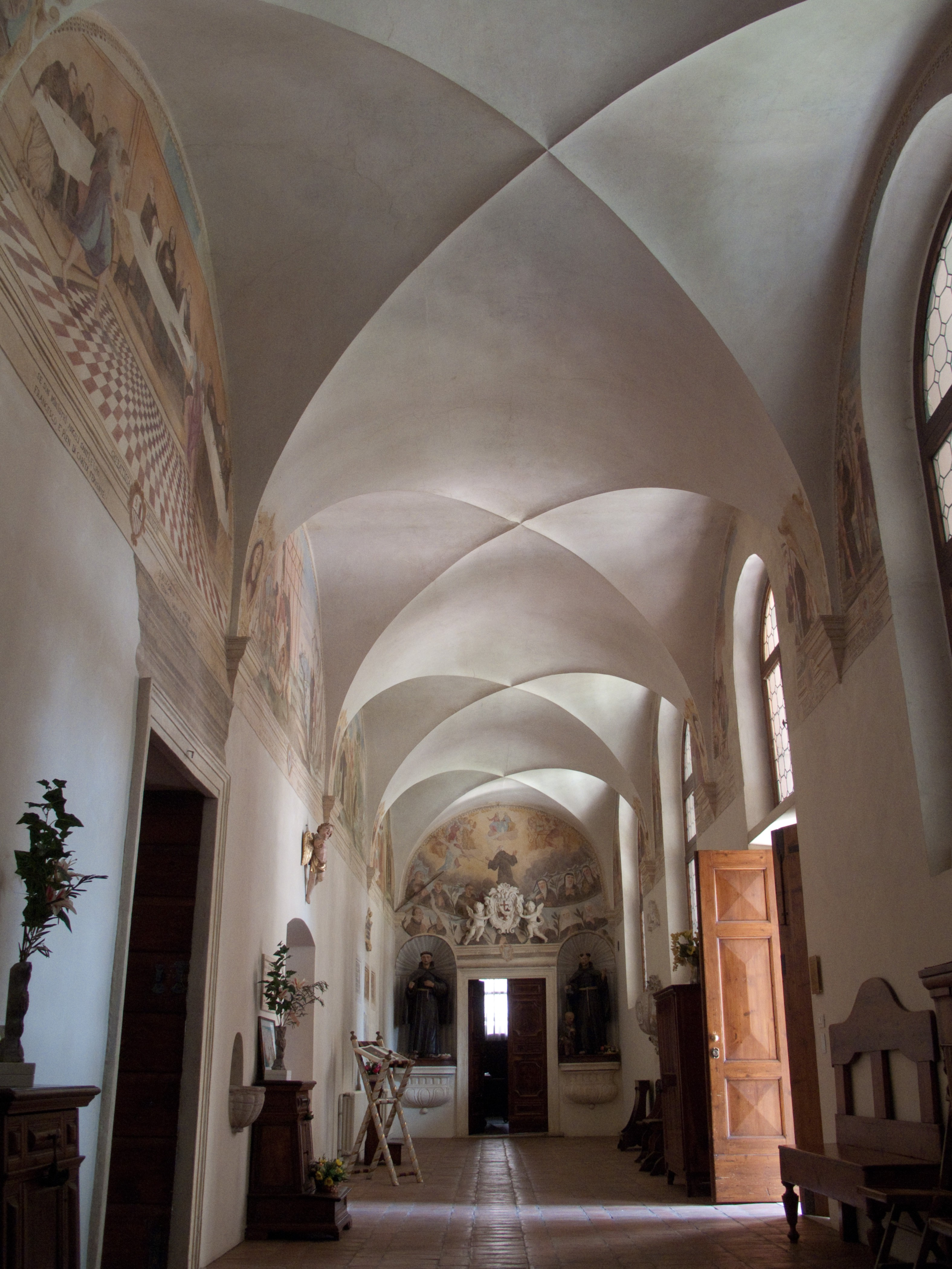
Corridoio
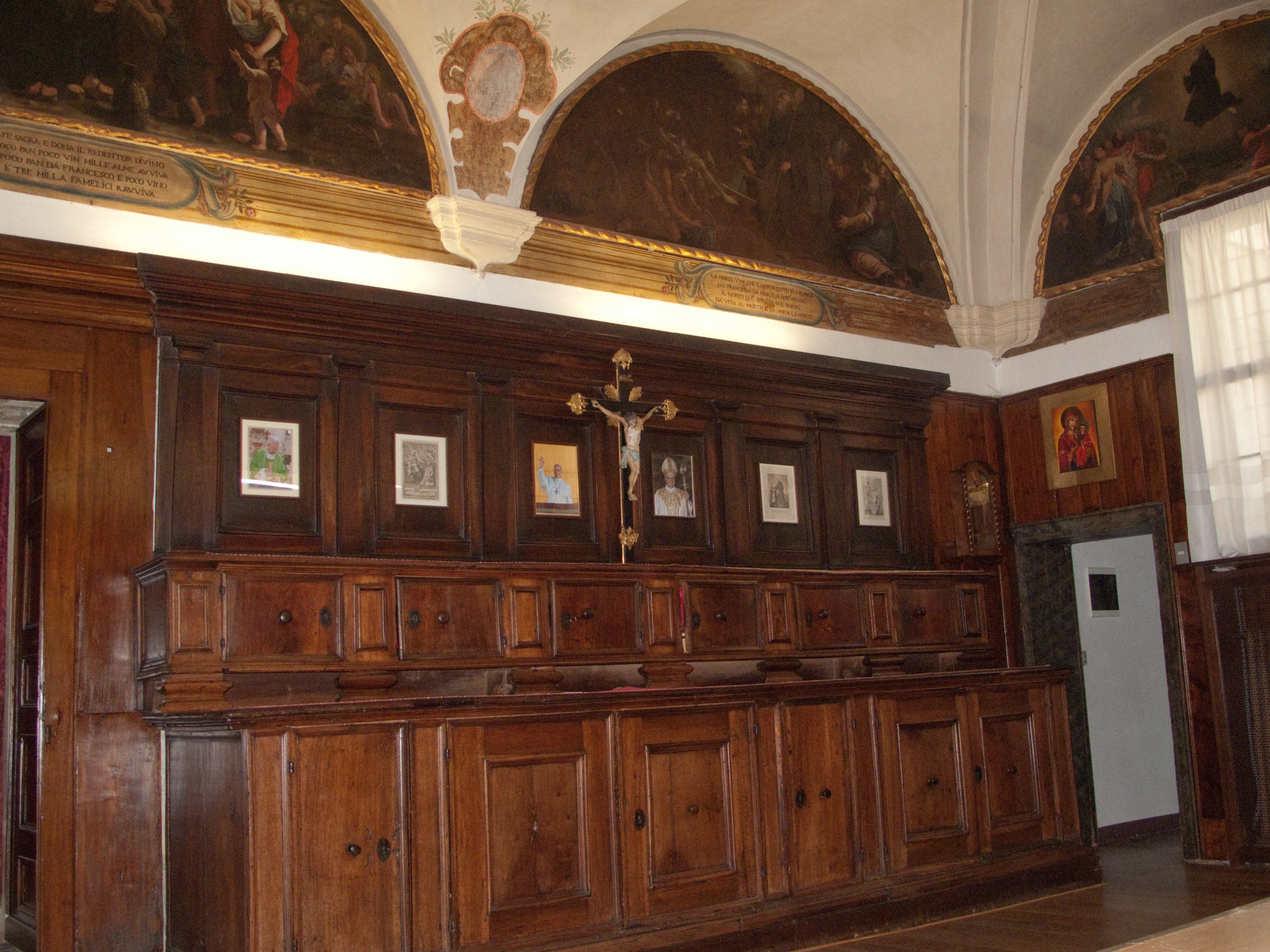
Sacrestia
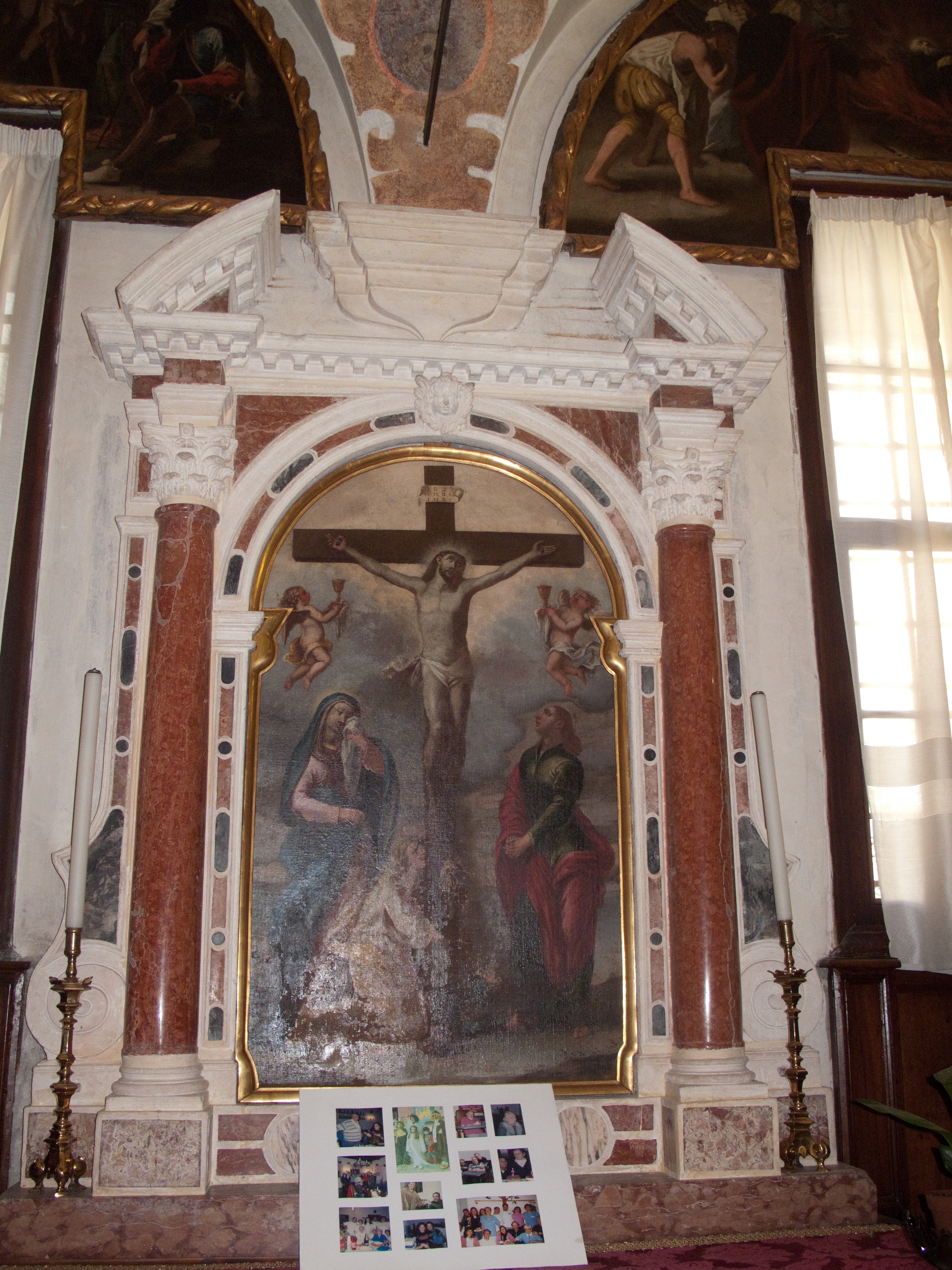
Altare della Sacrestia